# Niemcy na Letnich Igrzyskach Olimpijskich 2020
Niemcy na Letnich Igrzyskach Olimpijskich 2020 reprezentowało 392 zawodników: 234 mężczyzn i 158 kobiet. Był to 17. start zjednoczonej reprezentacji Niemiec na letnich igrzyskach olimpijskich.

## Zdobyte medale[3]
| Medal  | Zawodnik | Dyscyplina          | Konkurencja                                | Rezultat                                                                   | Data       |
| ------ | --- | ------------------- | ------------------------------------------ | -------------------------------------------------------------------------- | ---------- |
| Złoto  | Jessica von Bredow-Werndl, Isabell Werth, Dorothee Schneider | Jeździectwo         | ujeżdżenie drużynowo                       | 8178,0 pkt                                                                 | 27 lipca   |
| Złoto  | Ricarda Funk | Kajakarstwo górskie | K-1 slalom kobiet                          | 105,50                                                                     | 27 lipca   |
| Złoto  | Jessica von Bredow-Werndl | Jeździectwo         | ujeżdżenie indywidualnie                   | 91,732 pkt                                                                 | 28 lipca   |
| Złoto  | Alexander Zverev | Tenis ziemny        | gra pojedyncza mężczyzn                    | W finale pokonał Karena Chaczanowa 2:0 (6:3, 6:1)                          | 1 sierpnia |
| Złoto  | Julia Krajewski | Jeździectwo         | WKKW indywidualnie                         | 26,00 pkt                                                                  | 2 sierpnia |
| Złoto  | Aline Rotter-Focken | Zapasy              | kategoria do 76 kg kobiet styl wolny       | W finale pokonała Amerykankę Adeline Gray 7:3                              | 2 sierpnia |
| Złoto  | Franziska Brauße, Lisa Brennauer, Lisa Klein, Mieke Kröger | Kolarstwo torowe    | Wyścig drużynowy na dochodzenie kobiet     | 4:04,242                                                                   | 3 sierpnia |
| Złoto  | Malaika Mihambo | Lekkoatleyka        | skok w dal kobiet                          | 7,00 m                                                                     | 3 sierpnia |
| Złoto  | Florian Wellbrock | Pływanie            | 10 km na otwartym akwenie mężczyzn         | 1:48:33,7                                                                  | 5 sierpnia |
| Złoto  | Max Rendschmidt, Ronald Rauhe, Tom Liebscher, Max Lemke | Kajakarstwo         | k-4 500 m mężczyzn                         | 1:22,219                                                                   | 7 sierpnia |
| Srebro | Isabell Werth | Jeździectwo         | ujeżdżenie indywidualnie                   | 89,657 pkt                                                                 | 28 lipca   |
| Srebro | Eduard Trippel | Judo                | kategoria do 90 kg mężczyzn                | W finale uległ reprezentantowi Gruzji Lasza Bekauri                        | 28 lipca   |
| Srebro | Jonathan Rommelmann, Jason Osborne | Wioślarstwo         | dwójka podwójna wagi lekkiej mężczyzn      | 6:07,29                                                                    | 29 lipca   |
| Srebro | Johannes Weissenfeld, Laurits Follert, Olaf Roggensack, Torben Johannesen, Jakob Schneider, Malte Jakschik, Richard Schmidt, Hannes Ocik, Martin Sauer                                                     | Wioślarstwo         | ósemka mężczyzn                            | 5:25,60                                                                    | 30 lipca   |
| Srebro | Lea Friedrich, Emma Hinze | Kolarstwo torowe    | Sprint drużynowy kobiet                    | 31,980 s                                                                   | 2 sierpnia |
| Srebro | Kristin Pudenz | Lekkoatletyka       | rzut dyskiem kobiet                        | 66,86 m                                                                    | 2 sierpnia |
| Srebro | Lukas Dauser | Gimnastyka          | ćwiczenia na poręczach mężczyzn            | 15,700 pkt                                                                 | 28 lipca   |
| Srebro | Tina Lutz, Susann Beucke | Żeglarstwo          | klasa 49erFX kobiet                        |                                                                            | 3 sierpnia |
| Srebro | Max Hoff, Jacob Schopf | Kajakarstwo         | K-2 1000 m mężczyzn                        | 3:15,584                                                                   | 5 sierpnia |
| Srebro | Jonathan Hilbert | Lekkoatletyka       | chód na 50 km mężczyzn                     | 3:50:44                                                                    | 6 sierpnia |
| Srebro | Timo Boll, Patrick Franziska, Dimitrij Ovtcharov | Tenis stołowy       | turniej drużynowy mężczyzn                 | W finale ulegli reprezentacji Chin 0:3                                     | 6 sierpnia |
| Brąz   | Michelle Kroppen, Charline Schwarz, Lisa Unruh | Łucznictwo          | turniej drużynowy kobiet                   | W pojedynku o brązowy medal pokonali zespół Białorusi 5:1                  | 25 lipca   |
| Brąz   | Lena Hentschel, Tina Punzel | Skoki do wody       | trampolina synchronicznie kobiet           | 284,97 pkt                                                                 | 25 lipca   |
| Brąz   | Sideris Tasiadis | Kajakarstwo górskie | C-1 slalom mężczyzn                        | 103,70                                                                     | 26 lipca   |
| Brąz   | Sarah Köhler | Pływanie            | 1500 m kobiet                              | 15:42,91                                                                   | 28 lipca   |
| Brąz   | Patrick Hausding, Lars Rüdiger | Skoki do wody       | trampolina synchronicznie mężczyzn         | 404,73 pkt                                                                 | 28 lipca   |
| Brąz   | Anna-Maria Wagner | Judo                | kategoria do 78 kg kobiet                  | W walce o brązowy medal pokonała reprezentantkę Kuby Kaliema Antomarchi    | 29 lipca   |
| Brąz   | Andrea Herzog | Kajakarstwo górskie | C-1 slalom kobiet                          | 111,13                                                                     | 29 lipca   |
| Brąz   | Hannes Aigner | Kajakarstwo górskie | C-1 slalom mężczyzn                        | 97,11                                                                      | 30 lipca   |
| Brąz   | Dimitrij Ovtcharov | Tenis stołowy       | gra pojedyncza mężczyzn                    | W pojedynku o brązowy medal pokonał zawodnika z Tajpej Lin Yun-ju 4:3      | 30 lipca   |
| Brąz   | Johannes Frey, Karl-Richard Frey, Jasmin Grabowski, Katharina Menz, Dominic Ressel, Giovanna Scoccimarro, Sebastian Seidl, Theresa Stoll, Martyna Trajdos, Eduard Trippel, Anna-Maria Wagner, Igor Wandtke | Judo                | zawody drużynowe                           | W walce o brązowy medal pokonali reprezentantów Holandii                   | 31 lipca   |
| Brąz   | Florian Wellbrock | Pływanie            | 1500 m mężczyzn                            | 14:40,91                                                                   | 1 sierpnia |
| Brąz   | Sebastian Brendel, Tim Hecker | Kajakarstwo         | C-2 1000 m mężczyzn                        | 3:25,615                                                                   | 3 sierpnia |
| Brąz   | Erik Heil, Thomas Plößel | Żeglarstwo          | klasa 49er mężczyzn                        |                                                                            | 3 sierpnia |
| Brąz   | Paul Kohlhoff, Alica Stuhlemmer | Żeglarstwo          | klasa Nacra                                |                                                                            | 3 sierpnia |
| Brąz   | Frank Stäbler | Zapasy              | kategoria do 67 kg mężczyzn styl klasyczny | W walce o brązowy medal pokonał Gruzina Ramaz Zoidze 5:4                   | 4 sierpnia |
| Brąz   | Denis Kudla | Zapasy              | kategoria do 87 kg mężczyzn styl klasyczny | W walce o brązowy medal pokonał Egipcjanina Muhammad Mustafa Mutawalli 8:1 | 4 sierpnia |

## Skład kadry

### Badminton
| Zawodnik                   | Konkurencja        | Faza grupowa                    | Faza grupowa                 | Faza grupowa                       | Pozycja | 1/8              | Ćwierćfinały     | Półfinały        | Finał            | Finał   | Źródło                     |
| Zawodnik                   | Konkurencja        | Przeciwnik Wynik                | Przeciwnik Wynik             | Przeciwnik Wynik                   | Pozycja | Przeciwnik Wynik | Przeciwnik Wynik | Przeciwnik Wynik | Przeciwnik Wynik | Pozycja | Źródło                     |
| -------------------------- | ------------------ | ------------------------------- | ---------------------------- | ---------------------------------- | ------- | ---------------- | ---------------- | ---------------- | ---------------- | ------- | -------------------------- |
| Kai Schäfer                | gra pojedyncza (m) | Wangcharoen 0-2 (13-21, 15-21)  | Penty 0-2 (18-21, 11-21)     | N\A                                | 3.      | NQ               | NQ               | NQ               | NQ               | 15.     | [ 4 ] [ 5 ] [ 6 ]          |
| Yvonne Li                  | gra pojedyncza (k) | Okuhara 0-2 (17-21, 4-21)       | Kosieckaja 0-2(20-22, 15-21) | N\A                                | 3.      | NQ               | NQ               | NQ               | NQ               | 15.     | [ 4 ] [ 7 ] [ 8 ]          |
| Mark Lamsfuß Marvin Seidel | gra podwójna (m)   | Kamura Sonoda 0:2 (13-21, 8-21) | Li Liu 0:2 (14-21, 13-21)    | P. Chew R. Chew 2:0 (21-10, 21-16) | 3.      | N/A              | NQ               | NQ               | NQ               | 9.      | [ 9 ] [ 10 ] [ 5 ] [ 11 ]  |
| Mark Lamsfuß Isabel Lohau  | mikst              | Wang Huang 0:2 (22-24, 16-21)   | Chan Goh 2:0 (21-12, 21-15)  | Tang Tse 1:2 (20-23, 22-20, 16-21) | 3.      | N/A              | NQ               | NQ               | NQ               | 9.      | [ 9 ] [ 10 ] [ 12 ] [ 13 ] |

### Boks
| Zawodnik          | Konkurencja            | 1/16             | 1/8              | Ćwierćfinał           | Półfinał         | Finał            | Finał   | Źródło |
| Zawodnik          | Konkurencja            | Przeciwnik Wynik | Przeciwnik Wynik | Przeciwnik Wynik      | Przeciwnik Wynik | Przeciwnik Wynik | Miejsce | Źródło |
| ----------------- | ---------------------- | ---------------- | ---------------- | --------------------- | ---------------- | ---------------- | ------- | ------ |
| Hamsat Shadalov   | waga piórkowa mężczyzn | Cuello P 2-3     | NQ               | NQ                    | NQ               | NQ               | 17.     | [ 14 ] |
| Ammar Abduljabbar | waga ciężka mężczyzn   | Bye              | Lúcar W 5-0      | Gadżymagomiedow P 0-5 | NQ               | NQ               | 5.      | [ 15 ] |
| Nadine Apetz      | waga półśrednia kobiet | Bye              | Borgohain P 2-3  | NQ                    | NQ               | NQ               | 9.      | [ 16 ] |

### Gimnastyka
Mężczyźni
| Zawodnik       | Konkurencja        | Kwalifikacje | Kwalifikacje | Kwalifikacje | Kwalifikacje | Kwalifikacje | Kwalifikacje | Kwalifikacje | Kwalifikacje | Finał    | Finał    | Finał    | Finał    | Finał    | Finał    | Finał   | Finał   | Źródło |
| Zawodnik       | Konkurencja        | Przyrząd     | Przyrząd     | Przyrząd     | Przyrząd     | Przyrząd     | Przyrząd     | Razem        | Pozycja      | Przyrząd | Przyrząd | Przyrząd | Przyrząd | Przyrząd | Przyrząd | Razem   | Pozycja | Źródło |
| Zawodnik       | Konkurencja        | F            | PH           | R            | V            | PB           | HB           | Razem        | Pozycja      | F        | PH       | R        | V        | PB       | HB       | Razem   | Pozycja | Źródło |
| -------------- | ------------------ | ------------ | ------------ | ------------ | ------------ | ------------ | ------------ | ------------ | ------------ | -------- | -------- | -------- | -------- | -------- | -------- | ------- | ------- | ------ |
| Lukas Dauser   | wielobój drużynowy | 13,766       | 13,666       | 13,533       | 13,600       | 15,733       | 13,433       | 83,731       | 20.          | 11,500   | 12,100   | N/A      | 13,700   | 15,466   | 13,600   | N/A     | N/A     | [ 17 ] |
| Nils Dunkel    | wielobój drużynowy | 12,933       | 14,133       | 13,600       | 13,533       | 14,433       | 13,000       | 81,632       | 32.          | N/A      | 13,700   | 13,600   | N/A      | 12,733   | 13,033   | N/A     | N/A     | [ 18 ] |
| Philipp Herder | wielobój drużynowy | 13,733       | 13,233       | 13,333       | 14,533       | 14,500       | 13,100       | 82,432       | 27.          | 11,866   | N/A      | 13,200   | 14,333   | 14,566   | N/A      | N/A     | N/A     | [ 19 ] |
| Andreas Toba   | wielobój drużynowy | 12,833       | 13,700       | 13,733       | 14,00        | 14,100       | 13,800       | 82,166       | 30.          | 11,466   | 13,400   | 13,533   | 14,333   | N/A      | 12,366   | N/A     | N/A     | [ 20 ] |
| Razem          | wielobój drużynowy | 40,432       | 41,499       | 40,866       | 42,133       | 44,666       | 40,333       | 249,929      | 6.           | 34,832   | 39,200   | 40,333   | 42,366   | 42,765   | 38,999   | 238,495 | 8.      | [ 21 ] |

| Zawodnik       | Konkurencja                 | Kwalifikacje | Kwalifikacje | Kwalifikacje | Kwalifikacje | Kwalifikacje | Kwalifikacje | Kwalifikacje | Kwalifikacje | Finał    | Finał    | Finał    | Finał    | Finał    | Finał    | Finał  | Finał   | Źródło |
| Zawodnik       | Konkurencja                 | Przyrząd     | Przyrząd     | Przyrząd     | Przyrząd     | Przyrząd     | Przyrząd     | Razem        | Pozycja      | Przyrząd | Przyrząd | Przyrząd | Przyrząd | Przyrząd | Przyrząd | Razem  | Pozycja | Źródło |
| Zawodnik       | Konkurencja                 | F            | PH           | R            | V            | PB           | HB           | Razem        | Pozycja      | F        | PH       | R        | V        | PB       | HB       | Razem  | Pozycja | Źródło |
| -------------- | --------------------------- | ------------ | ------------ | ------------ | ------------ | ------------ | ------------ | ------------ | ------------ | -------- | -------- | -------- | -------- | -------- | -------- | ------ | ------- | ------ |
| Lukas Dauser   | wielobój indywidualnie      | 13,766       | 13,666       | 13,533       | 13,600       | 15,733       | 13,433       | 83,731       | 20.          | 13,533   | 13,566   | 13,325   | 13,433   | 15,400   | 12,033   | 81,290 | 18.     | [ 17 ] |
| Philipp Herder | wielobój indywidualnie      | 13,733       | 13,233       | 13,333       | 14,533       | 14,500       | 13,100       | 82,432       | 27.          | 13,133   | 12,100   | 12,833   | 13,666   | 14,000   | 12,833   | 78,565 | 23.     | [ 19 ] |
| Andreas Toba   | wielobój indywidualnie      | 12,833       | 13,700       | 13,733       | 14,00        | 14,100       | 13,800       | 82,166       | 30.          | NQ       | NQ       | NQ       | NQ       | NQ       | NQ       | NQ     | NQ      | [ 20 ] |
| Nils Dunkel    | wielobój indywidualnie      | 12,933       | 14,133       | 13,600       | 13,533       | 14,433       | 13,000       | 81,632       | 32.          | NQ       | NQ       | NQ       | NQ       | NQ       | NQ       | NQ     | NQ      | [ 18 ] |
| Lukas Dauser   | ćwiczenia wolne             | 13,766       | N/A          | N/A          | N/A          | N/A          | N/A          | 13,766       | 32.          | NQ       | NQ       | NQ       | NQ       | NQ       | NQ       | NQ     | NQ      | [ 17 ] |
| Philipp Herder | ćwiczenia wolne             | 13,733       | N/A          | N/A          | N/A          | N/A          | N/A          | 13,733       | 34.          | NQ       | NQ       | NQ       | NQ       | NQ       | NQ       | NQ     | NQ      | [ 18 ] |
| Andreas Toba   | ćwiczenia wolne             | 12,833       | N/A          | N/A          | N/A          | N/A          | N/A          | 12,833       | 62.          | NQ       | NQ       | NQ       | NQ       | NQ       | NQ       | NQ     | NQ      | [ 20 ] |
| Nils Dunkel    | ćwiczenia wolne             | 12,933       | N/A          | N/A          | N/A          | N/A          | N/A          | 12,933       | 58.          | NQ       | NQ       | NQ       | NQ       | NQ       | NQ       | NQ     | NQ      | [ 19 ] |
| Lukas Dauser   | ćwiczenia na poręczach      | N/A          | N/A          | N/A          | N/A          | 15,733       | N/A          | 15,733       | 2.           | N/A      | N/A      | N/A      | N/A      | 15,700   | N/A      | 15,700 | srebro  | [ 17 ] |
| Philipp Herder | ćwiczenia na poręczach      | N/A          | N/A          | N/A          | N/A          | 14,500       | N/A          | 14,500       | 33.          | NQ       | NQ       | NQ       | NQ       | NQ       | NQ       | NQ     | NQ      | [ 18 ] |
| Nils Dunkel    | ćwiczenia na poręczach      | N/A          | N/A          | N/A          | N/A          | 14,433       | N/A          | 14,433       | 34.          | NQ       | NQ       | NQ       | NQ       | NQ       | NQ       | NQ     | NQ      | [ 19 ] |
| Andreas Toba   | ćwiczenia na poręczach      | N/A          | N/A          | N/A          | N/A          | 14,100       | N/A          | 14,100       | 40.          | NQ       | NQ       | NQ       | NQ       | NQ       | NQ       | NQ     | NQ      | [ 20 ] |
| Andreas Toba   | ćwiczenia na drążku         | N/A          | N/A          | N/A          | N/A          | N/A          | 13,800       | 13,800       | 24.          | NQ       | NQ       | NQ       | NQ       | NQ       | NQ       | NQ     | NQ      | [ 20 ] |
| Lukas Dauser   | ćwiczenia na drążku         | N/A          | N/A          | N/A          | N/A          | N/A          | 13,433       | 13,433       | 29.          | NQ       | NQ       | NQ       | NQ       | NQ       | NQ       | NQ     | NQ      | [ 17 ] |
| Philipp Herder | ćwiczenia na drążku         | N/A          | N/A          | N/A          | N/A          | N/A          | 13,100       | 13,100       | 46.          | NQ       | NQ       | NQ       | NQ       | NQ       | NQ       | NQ     | NQ      | [ 18 ] |
| Nils Dunkel    | ćwiczenia na drążku         | N/A          | N/A          | N/A          | N/A          | N/A          | 13,000       | 13,000       | 50.          | NQ       | NQ       | NQ       | NQ       | NQ       | NQ       | NQ     | NQ      | [ 20 ] |
| Nils Dunkel    | ćwiczenia na koniu z łękami | N/A          | 14,133       | N/A          | N/A          | N/A          | N/A          | 14,133       | 19.          | NQ       | NQ       | NQ       | NQ       | NQ       | NQ       | NQ     | NQ      | [ 19 ] |
| Andres Toba    | ćwiczenia na koniu z łękami | N/A          | 13,700       | N/A          | N/A          | N/A          | N/A          | 13,700       | 29.          | NQ       | NQ       | NQ       | NQ       | NQ       | NQ       | NQ     | NQ      | [ 20 ] |
| Lukas Dauser   | ćwiczenia na koniu z łękami | N/A          | 13,666       | N/A          | N/A          | N/A          | N/A          | 13,666       | 30.          | NQ       | NQ       | NQ       | NQ       | NQ       | NQ       | NQ     | NQ      | [ 17 ] |
| Philipp Herder | ćwiczenia na koniu z łękami | N/A          | 13,233       | N/A          | N/A          | N/A          | N/A          | 13,233       | 41.          | NQ       | NQ       | NQ       | NQ       | NQ       | NQ       | NQ     | NQ      | [ 18 ] |
| Andreas Toba   | ćwiczenia na kółkach        | N/A          | N/A          | 13,733       | N/A          | N/A          | N/A          | 13,733       | 31.          | NQ       | NQ       | NQ       | NQ       | NQ       | NQ       | NQ     | NQ      | [ 20 ] |
| Nils Dunkel    | ćwiczenia na kółkach        | N/A          | N/A          | 13,600       | N/A          | N/A          | N/A          | 13,600       | 35.          | NQ       | NQ       | NQ       | NQ       | NQ       | NQ       | NQ     | NQ      | [ 19 ] |
| Lukas Dauser   | ćwiczenia na kółkach        | N/A          | N/A          | 13,533       | N/A          | N/A          | N/A          | 13,533       | 37.          | NQ       | NQ       | NQ       | NQ       | NQ       | NQ       | NQ     | NQ      | [ 17 ] |
| Philipp Herder | ćwiczenia na kółkach        | N/A          | N/A          | 13,333       | N/A          | N/A          | N/A          | 13,333       | 47.          | NQ       | NQ       | NQ       | NQ       | NQ       | NQ       | NQ     | NQ      | [ 18 ] |

Kobiety
| Zawodniczka          | Konkurencja        | Kwalifikacje | Kwalifikacje | Kwalifikacje | Kwalifikacje | Kwalifikacje | Kwalifikacje | Finał    | Finał    | Finał    | Finał    | Finał | Finał   | Źródło |
| Zawodniczka          | Konkurencja        | Przyrząd     | Przyrząd     | Przyrząd     | Przyrząd     | Razem        | Pozycja      | Przyrząd | Przyrząd | Przyrząd | Przyrząd | Razem | Pozycja | Źródło |
| Zawodniczka          | Konkurencja        | V            | UB           | BB           | F            | Razem        | Pozycja      | V        | UB       | BB       | F        | Razem | Pozycja | Źródło |
| -------------------- | ------------------ | ------------ | ------------ | ------------ | ------------ | ------------ | ------------ | -------- | -------- | -------- | -------- | ----- | ------- | ------ |
| Kim Bui              | wielobój drużynowy | 13,466       | 14,066       | 12,666       | 13,200       | 53,398       | 31.          | NQ       | NQ       | NQ       | NQ       | NQ    | NQ      | [ 22 ] |
| Pauline Schäfer-Betz | wielobój drużynowy | 13,933       | 11,933       | 12,966       | 12,733       | 51,565       | 50.          | NQ       | NQ       | NQ       | NQ       | NQ    | NQ      | [ 23 ] |
| Elisabeth Seitz      | wielobój drużynowy | 14,266       | 14,700       | 12,333       | 12,933       | 54,232       | 19.          | NQ       | NQ       | NQ       | NQ       | NQ    | NQ      | [ 24 ] |
| Sarah Voss           | wielobój drużynowy | 13,500       | 13,866       | 12,266       | 12,600       | 52,232       | 45.          | NQ       | NQ       | NQ       | NQ       | NQ    | NQ      | [ 25 ] |
| Razem                | wielobój drużynowy | 41,699       | 42,632       | 37,965       | 38,866       | 161,162      | 9.           | NQ       | NQ       | NQ       | NQ       | NQ    | NQ      | [ 26 ] |

| Zawodniczka          | Konkurencja             | Kwalifikacje | Kwalifikacje | Kwalifikacje | Kwalifikacje | Kwalifikacje | Kwalifikacje | Finał     | Finał     | Finał     | Finał     | Finał  | Finał   | Źródło |
| Zawodniczka          | Konkurencja             | Przyrządy    | Przyrządy    | Przyrządy    | Przyrządy    | Razem        | Pozycja      | Przyrządy | Przyrządy | Przyrządy | Przyrządy | Razem  | Pozycja | Źródło |
| Zawodniczka          | Konkurencja             | V            | UB           | BB           | F            | Razem        | Pozycja      | V         | UB        | BB        | F         | Razem  | Pozycja | Źródło |
| -------------------- | ----------------------- | ------------ | ------------ | ------------ | ------------ | ------------ | ------------ | --------- | --------- | --------- | --------- | ------ | ------- | ------ |
| Elisabeth Seitz      | wielobój indywidualnie  | 14,266       | 14,700       | 12,233       | 12,933       | 54,253       | 19.          | 14,200    | 14,500    | 12,933    | 12,433    | 54,066 | 9.      | [ 24 ] |
| Kim Bui              | wielobój indywidualnie  | 13,466       | 14,066       | 12,666       | 13,200       | 53,398       | 31.          | 13,466    | 13,766    | 12,600    | 13,166    | 52,998 | 17.     | [ 22 ] |
| Sarah Voss           | wielobój indywidualnie  | 13,500       | 13,866       | 12,266       | 12,600       | 52,232       | 45.          | NQ        | NQ        | NQ        | NQ        | NQ     | NQ      | [ 25 ] |
| Pauline Schäfer-Betz | wielobój indywidualnie  | 13,933       | 11,933       | 12,966       | 12,733       | 51,565       | 50.          | NQ        | NQ        | NQ        | NQ        | NQ     | NQ      | [ 23 ] |
| Elisabeth Seitz      | ćwiczenia na poręczach  | N/A          | 14,700       | N/A          | N/A          | 14,700       | 7.           | N/A       | 14,400    | N/A       | N/A       | 14,000 | 5.      | [ 24 ] |
| Kim Bui              | ćwiczenia na poręczach  | N/A          | 14,066       | N/A          | N/A          | 14,066       | 24.          | NQ        | NQ        | NQ        | NQ        | NQ     | NQ      | [ 22 ] |
| Sarah Voss           | ćwiczenia na poręczach  | N/A          | 13,866       | N/A          | N/A          | 13,866       | 27.          | NQ        | NQ        | NQ        | NQ        | NQ     | NQ      | [ 25 ] |
| Pauline Schäfer-Betz | ćwiczenia na poręczach  | N/A          | 11,933       | N/A          | N/A          | 11,933       | 66.          | NQ        | NQ        | NQ        | NQ        | NQ     | NQ      | [ 23 ] |
| Pauline Schäfer-Betz | ćwiczenia na równoważni | N/A          | N/A          | 12,966       | N/A          | 12,966       | 36.          | NQ        | NQ        | NQ        | NQ        | NQ     | NQ      | [ 23 ] |
| Kim Bui              | ćwiczenia na równoważni | N/A          | N/A          | 12,666       | N/A          | 12,666       | 44.          | NQ        | NQ        | NQ        | NQ        | NQ     | NQ      | [ 22 ] |
| Elisabeth Seitz      | ćwiczenia na równoważni | N/A          | N/A          | 12,333       | N/A          | 12,333       | 56.          | NQ        | NQ        | NQ        | NQ        | NQ     | NQ      | [ 24 ] |
| Sarah Voss           | ćwiczenia na równoważni | N/A          | N/A          | 12,266       | N/A          | 12,266       | 59.          | NQ        | NQ        | NQ        | NQ        | NQ     | NQ      | [ 25 ] |
| Kim Bui              | ćwiczenia wolne         | N/A          | N/A          | N/A          | 13,200       | 13,200       | 24.          | NQ        | NQ        | NQ        | NQ        | NQ     | NQ      | [ 22 ] |
| Elisabeth Seitz      | ćwiczenia wolne         | N/A          | N/A          | N/A          | 12,933       | 12,933       | 31.          | NQ        | NQ        | NQ        | NQ        | NQ     | NQ      | [ 24 ] |
| Pauline Schäfer-Betz | ćwiczenia wolne         | N/A          | N/A          | N/A          | 12,733       | 12,733       | 42.          | NQ        | NQ        | NQ        | NQ        | NQ     | NQ      | [ 23 ] |
| Sarah Voss           | ćwiczenia wolne         | N/A          | N/A          | N/A          | 12,600       | 12,600       | 50.          | NQ        | NQ        | NQ        | NQ        | NQ     | NQ      | [ 25 ] |

### Golf
| Zawodnik           | Konkurencja | Runda 1 | Runda 2 | Runda 3 | Runda 4 | Łącznie | Łącznie | Łącznie | Źródło |
| Zawodnik           | Konkurencja | Wynik   | Wynik   | Wynik   | Wynik   | Wynik   | Par     | Pozycja | Źródło |
| ------------------ | ----------- | ------- | ------- | ------- | ------- | ------- | ------- | ------- | ------ |
| Caroline Masson    | kobiety     | 71      | 70      | 68      | 75      | 284     | 0       | 40.     | [ 27 ] |
| Sophia Popov       | kobiety     | 71      | 72      | 70      | 71      | 284     | 0       | 40.     | [ 27 ] |
| Hurly Long         | Mężczyźni   | 70      | 70      | 70      | 67      | 277     | - 7     | 35.     | [ 28 ] |
| Maximilian Kieffer | Mężczyźni   | 73      | 69      | 67      | 71      | 280     | - 4     | 45.     | [ 28 ] |

### Hokej na trawie
Turniej kobiet
- Reprezentacja kobiet

| - Kira Horn - Amelie Wortmann - Nike Lorenz - Selin Oruz - Anne Schröder - Lena Micheel - Charlotte Stapenhorst - Sonja Zimmermann - Pauline Heinz |  | - Lisa Hahn - Maike Schaunig - Julia Ciupka - Franzisca Hauke - Cécile Pieper - Pia Maertens - Viktoria Huse - Jette Fleschütz - Hanna Granitzki |

| Drużyna | Konkurencja | Faza grupowa        | Faza grupowa     | Faza grupowa     | Faza grupowa          | Faza grupowa     | Faza grupowa | Ćwierćfinały     | Półfinały        | Finał            | Pozycja | Źródło |
| Drużyna | Konkurencja | Przeciwnik Wynik    | Przeciwnik Wynik | Przeciwnik Wynik | Przeciwnik Wynik      | Przeciwnik Wynik | Pozycja      | Przeciwnik Wynik | Przeciwnik Wynik | Przeciwnik Wynik | Pozycja | Źródło |
| ------- | ----------- | ------------------- | ---------------- | ---------------- | --------------------- | ---------------- | ------------ | ---------------- | ---------------- | ---------------- | ------- | ------ |
| Niemcy  | kobiety     | Wielka Brytania 2:1 | Indie 2:0        | Irlandia 4:2     | Południowa Afryka 4:1 | Holandia 1:3     | 2.           | Argentyna 0:3    | NQ               | NQ               | 6.      | [ 29 ] |

Turniej mężczyzn
- Reprezentacja mężczyzn

| - Alexander Stadler - Mats Grambusch - Lukas Windfeder - Linus Müller - Martin Häner - Paul-Philipp Kaufmann - Niklas Wellen - Johannes Große - Constantin Staib |  | - Timm Herzbruch - Tobias Hauke - Christopher Rühr - Justus Weigand - Martin Zwicker - Florian Fuchs - Benedikt Fürk - Niklas Bosserhoff - Timur Oruz |

| Drużyna | Konkurencja | Faza grupowa     | Faza grupowa     | Faza grupowa        | Faza grupowa          | Faza grupowa     | Faza grupowa | Ćwierćfinały     | Półfinały        | Finał            | Pozycja | Źródło |
| Drużyna | Konkurencja | Przeciwnik Wynik | Przeciwnik Wynik | Przeciwnik Wynik    | Przeciwnik Wynik      | Przeciwnik Wynik | Pozycja      | Przeciwnik Wynik | Przeciwnik Wynik | Przeciwnik Wynik | Pozycja | Źródło |
| ------- | ----------- | ---------------- | ---------------- | ------------------- | --------------------- | ---------------- | ------------ | ---------------- | ---------------- | ---------------- | ------- | ------ |
| Niemcy  | mężczyźni   | Kanada 7:1       | Belgia 1:3       | Wielka Brytania 5:1 | Południowa Afryka 3:4 | Holandia 3:1     | 2.           | Argentyna 3:1    | Australia 1:3    | Indie 4:5        | 4.      | [ 30 ] |

### Jeździectwo
Ujeżdżenie
| Zawodnik                                                   | Koń                      | Konkurencja                      | Grand Prix | Grand Prix | Grand Prix Special | Grand Prix Special | Finał  | Finał  | Źródło               |
| Zawodnik                                                   | Koń                      | Konkurencja                      | Wynik      | Poz.       | Wynik              | Poz.               | Wynik  | Poz.   | Źródło               |
| ---------------------------------------------------------- | ------------------------ | -------------------------------- | ---------- | ---------- | ------------------ | ------------------ | ------ | ------ | -------------------- |
| Jessica von Bredow-Werndl                                  | Ujeżdżenie indywidualnie | Tsf Dalera                       | 84,379     | 1.         | 84,666             | 1.                 | 91,732 | złoto  | [ 31 ] [ 32 ] [ 33 ] |
| Isabell Werth                                              | Ujeżdżenie indywidualnie | Bella Rose 2                     | 82,500     | 2.         | 83,298             | 2.                 | 89,657 | srebro | [ 31 ] [ 32 ] [ 33 ] |
| Dorothee Schneider                                         | Ujeżdżenie indywidualnie | Showtime                         | 78,820     | 5.         | 80,608             | 4.                 | 79,432 | 15.    | [ 31 ] [ 32 ] [ 33 ] |
| Jessica von Bredow-Werndl Isabell Werth Dorothee Schneider | ujeżdżenie drużynowe     | Tsf Dalera Bella Rose 2 Showtime | 7911,5     | 1.         | N/A                | N/A                | 8178,0 | złoto  | [ 34 ]               |

Skoki przez przeszkody
| Zawodnik                                  | Konkurencja   | Koń                                   | Kwalifikacje | Kwalifikacje | Kwalifikacje | Kwalifikacje | Finał      | Finał       | Finał   | Pozycja | Źródło        |
| Zawodnik                                  | Konkurencja   | Koń                                   | Kary         | Kary         | Łącznie      | Pozycja      | Kary       | Kary        | Łącznie | Pozycja | Źródło        |
| Zawodnik                                  | Konkurencja   | Koń                                   | Przeszkody   | Limit czasu  | Łącznie      | Pozycja      | Przeszkody | Limit czasu | Łącznie | Pozycja | Źródło        |
| ----------------------------------------- | ------------- | ------------------------------------- | ------------ | ------------ | ------------ | ------------ | ---------- | ----------- | ------- | ------- | ------------- |
| Daniel Deußer                             | indywidualnie | Killer Queen                          | 0            | 0            | 0            | 1.           | 8          | 0           | 8       | 19.     | [ 35 ] [ 36 ] |
| André Thieme                              | indywidualnie | DSP Chakaria                          | 4            | 0            | 4            | 31.          | NQ         | NQ          | NQ      | 31.     | [ 35 ] [ 36 ] |
| Christian Kukuk                           | indywidualnie | Mumbai                                | 4            | 0            | 4            | 31.          | NQ         | NQ          | NQ      | 31.     | [ 35 ] [ 36 ] |
| Daniel Deußer André Thieme Maurice Tebbel | drużynowo     | Killer Queen DSP Chakaria Don Diarado | 0            | 1 2          | 4            | 2.           | RT 8 4     | 0           | 12 + RT | 9.      | [ 37 ] [ 38 ] |

WKKW
| Zawodnik                                                      | Konkurencja   | Koń                                                       | Ujeżdżenie | Cross country | Skoki (runda kwalifikacyjna) | Razem     | Skoki (runda finałowa) | Finał  | Pozycja | Źródło |
| ------------------------------------------------------------- | ------------- | --------------------------------------------------------- | ---------- | ------------- | ---------------------------- | --------- | ---------------------- | ------ | ------- | ------ |
| Michael Jung                                                  | indywidualnie | Chimpmunk                                                 | 21,10      | 11,00         | 0,00                         | 32,10     | 4,40                   | 36,10  | 8.      | [ 39 ] |
| Julia Krajewski                                               | indywidualnie | Amande de B'Neville                                       | 25,20      | 0,40          | 0,00                         | 25,60     | 0,40                   | 26,00  | złoto   | [ 39 ] |
| Sandra Auffarth                                               | indywidualnie | Viamant du Matz                                           | 34,10      | 22,40         | 0,00                         | 56,50     | NQ                     | NQ     | 31.     | [ 39 ] |
| Julia Krajewski Sandra Auffarth Michael Jung Anderas Dibowski | drużynowo     | Amande de B'Neville Viamant du Matz Chimpmunk Frh Corrida | jak wyżej  | jak wyżej     | jak wyżej                    | jak wyżej | N/A                    | 114,20 | 4.      | [ 41 ] |

### Judo
| Zawodnik | Konkurencja | 1/16                  | 1/8                                        | Ćwierćfinał         | Półfinał            | Repasaże            | Finał / 3. miejsce   | Finał / 3. miejsce | Źródła |
| Zawodnik | Konkurencja | Przeciwniczka Wynik   | Przeciwniczka Wynik                        | Przeciwniczka Wynik | Przeciwniczka Wynik | Przeciwniczka Wynik | Przeciwniczka Wynik  | Pozycja            | Źródła |
| --- | ----------- | --------------------- | ------------------------------------------ | ------------------- | ------------------- | ------------------- | -------------------- | ------------------ | ------ |
| Moritz Plafky | -60 kg (m)  | Verstraeten P 00-01   | NQ                                         | NQ                  | NQ                  | NQ                  | NQ                   | 17.                | [ 42 ] |
| Sebastian Seidl | -66 kg (m)  | Szamiłow P 00-10      | NQ                                         | NQ                  | NQ                  | NQ                  | NQ                   | 17.                | [ 43 ] |
| Igor Wandtke | -73 kg (m)  | Turaev P 00-10        | NQ                                         | NQ                  | NQ                  | NQ                  | NQ                   | 17.                | [ 44 ] |
| Dominic Ressel | -81 kg (m)  | Rimlah W 10-00        | de Wit W 01-00                             | Nagase P 00-01      | NQ                  | Chubiecow W 10-00   | Borchashvili P 00-10 | 5.                 | [ 45 ] |
| Eduard Trippel | -90 kg (m)  | Majdov W 01-00        | Gwak W 10-00                               | Tóth W 10-00        | Žgank W 01-00       | N/A                 | Bekauri P 00-01      | srebro             | [ 46 ] |
| Karl-Richard Frey | -100 kg (m) | Mikita Sviryd W 10-00 | Korrel W 01-00                             | Cho P 00-01         | NQ                  | Iljasow P 00-01     | NQ                   | 7.                 | [ 47 ] |
| Johannes Frey | +100 kg (m) | Mahjoub P 00-01       | NQ                                         | NQ                  | NQ                  | NQ                  | NQ                   | 17.                | [ 48 ] |
| Katharina Menz | -48 kg (k)  | Dee Vargas P 00-01    | NQ                                         | NQ                  | NQ                  | NQ                  | NQ                   | 17.                | [ 49 ] |
| Theresa Stoll | -57 kg (k)  | BYE                   | Liparteliani P 00-10                       | NQ                  | NQ                  | NQ                  | NQ                   | 9.                 | [ 50 ] |
| Martyna Trajdos | -63 kg (k)  | Özbas P 00-01         | NQ                                         | NQ                  | NQ                  | NQ                  | NQ                   | 17.                | [ 51 ] |
| Giovanna Scoccimarro | -70 kg (k)  | Rodríguez W 01-00     | Coughlan W 10-00                           | Arai P 00-10        | NQ                  | Teltsidu W 10-00    | van Dijke P 00-10    | 5.                 | [ 52 ] |
| Anna-Maria Wagner | -78 kg (k)  | BYE                   | Sampaio W 10-00                            | Aguiar W 01-00      | Hamada P 00-10      | N/A                 | Antomarchi W 01-00   | brąz               | [ 53 ] |
| Jasmin Grabowski | +78 kg (k)  | Xu P 00-00            | NQ                                         | NQ                  | NQ                  | NQ                  | NQ                   | 17.                | [ 54 ] |
| Johannes Frey Karl-Richard Frey Jasmin Grabowski Katharina Menz Dominic Ressel Giovanna Scoccimarro Sebastian Seidl Theresa Stoll Martyna Trajdos Eduard Trippel Anna-Maria Wagner Igor Wandtke | drużynowo   | N/A                   | Olimpijska reprezentacja uchodźców · W 4-0 | Japonia · P 2-4     | NQ                  | Mongolia · W 4-2    | Holandia · W 4-0     | brąz               | [ 55 ] |

### Kajakarstwo
| Zawodnik                                                      | Konkurencja    | Eliminacje | Eliminacje | Ćwierćfinały | Ćwierćfinały | Półfinały | Półfinały | Finał A/B | Finał A/B  | Pozycja | Źródło |
| Zawodnik                                                      | Konkurencja    | Czas       | Pozycja    | Czas         | Pozycja      | Czas      | Pozycja   | Czas      | Pozycja    | Pozycja | Źródło |
| ------------------------------------------------------------- | -------------- | ---------- | ---------- | ------------ | ------------ | --------- | --------- | --------- | ---------- | ------- | ------ |
| Jacob Schopf                                                  | K-1 1000 m (m) | 3:39,504   | 1.         | N/A          | N/A          | 3:25,586  | 3.        | 3:22,554  | 4.Finał A  | 4.      | [ 56 ] |
| Max Hoff Jacob Schopf                                         | K-2 1000 m (m) | 3:09,830   | 2.         | N/A          | N/A          | 3:17,554  | 1.        | 3:15,584  | 2.Finał A  | srebro  | [ 56 ] |
| Tom Liebscher Ronald Rauhe Max Rendschmidt Max Lemke          | K-4 500 m (m)  | 1:21,890   | 1.         | N/A          | N/A          | 1:23,049  | 1.        | 1:22,219  | 1.Finał A  | złoto   | [ 56 ] |
| Sebastian Brendel                                             | C-1 1000 m (m) | 4:02,351   | 3.         | 4:07,036     | 1.           | 4:11,413  | 7.        | 4:03,723  | 2.Finał B  | 10.     | [ 56 ] |
| Conrad-Robin Scheibner                                        | C-1 1000 m (m) | 4:04,920   | 2.         | N/A          | N/A          | 4:08,503  | 3.        | 4:13,725  | 6.Finał A  | 6.      | [ 56 ] |
| Sebastian Brendel Tim Hecker                                  | C-2 1000 m (m) | 3:42,774   | 1.         | N/A          | N/A          | 3:26,812  | 1.        | 3:25,615  | 3.Finał A  | brąz    | [ 56 ] |
| Jule Hake                                                     | K-1 500 m (k)  | 1:48,758   | 3.         | N/A          | N/A          | 1:54,341  | 5.        | 1:55,638  | 2. Finał C | 18.     | [ 56 ] |
| Sabrina Hering-Pradler                                        | K-1 500 m (k)  | 1:49,932   | 2.         | N/A          | N/A          | 1:54,140  | 4.        | 1:53,919  | 2.Finał B  | 10.     | [ 56 ] |
| Caroline Arft Sarah Brüßler                                   | K-2 500 m (k)  | 1:48,058   | 3.         | 1:48,450     | 2.           | 1:39,421  | 6.        | 1:39,953  | 3.Finał A  | 11.     | [ 56 ] |
| Sabrina Hering-Pradler Tina Dietze                            | 1:44,894       | 2.         | N/A        | N/A          | 1:38,954     | 4.        | 1:42,406  | 8.Finał A | 8.         |         | [ 56 ] |
| Sabrina Hering-Pradler Melanie Gebhardt Jule Hake Tina Dietze | K-4 500 m (k)  | 1:34,681   | 2.         | N/A          | N/A          | 1:36,737  | 3.        | 1:37,243  | 5.Finał A  | 5.      | [ 56 ] |
| Lisa Jahn                                                     | C-1 200 m (k)  | 47,439     | 4.         | 47,049       | 2.           | 49,136    | 7.        | 48,798    | 5.Finał B  | 13.     | [ 56 ] |
| Sophie Koch                                                   | C-1 200 m (k)  | 48,601     | 5.         | 48,891       | 4.           | NQ        | NQ        | NQ        | NQ         | NQ      | [ 56 ] |
| Lisa Jahn Sophie Koch                                         | C-2 500 m (k)  | 2:01,184   | 2.         | N/A          | N/A          | 2:04,749  | 3.        | 1:59,041  | 4.Finał A  | 4.      | [ 56 ] |

#### Kajakarstwo górskie
| Zawodnik         | Konkurencja | Eliminacje | Eliminacje | Eliminacje | Eliminacje | Eliminacje | Eliminacje | Półfinały | Półfinały | Finał  | Finał   | Pozycja | Źródło |
| Zawodnik         | Konkurencja | P 1        | M.         | P 2        | M.         | Razem      | M.         | Czas      | Miejsce   | Czas   | Miejsce | Pozycja | Źródło |
| ---------------- | ----------- | ---------- | ---------- | ---------- | ---------- | ---------- | ---------- | --------- | --------- | ------ | ------- | ------- | ------ |
| Hannes Aigner    | K-1 (m)     | 96,51      | 11.        | 90,14      | 1.         | 90,14      | 1.         | 97,97     | 7.        | 97,11  | 3.      | brąz    | [ 57 ] |
| Sideris Tasiadis | C-1 (m)     | 100,69     | 6.         | 101,23     | 3.         | 100,69     | 6.         | 105,35    | 6.        | 103,70 | 3.      | brąz    | [ 57 ] |
| Ricarda Funk     | K-1 (k)     | 101,90     | 1.         | 101,56     | 2.         | 101,56     | 2.         | 107,96    | 3.        | 105,50 | 1.      | złoto   | [ 57 ] |
| Andrea Herzog    | C-1 (k)     | 113,69     | 5.         | 106,34     | 2.         | 106,34     | 2.         | 114,61    | 4.        | 111,13 | 3.      | brąz    | [ 57 ] |

### Karate
| Zawodnik       | Konkurencja   | Eliminacje | Eliminacje | Eliminacje | Eliminacje | Eliminacje | Finał | Pozycja | Źródło |
| Zawodnik       | Konkurencja   | 1 kata     | 2 kata     | Średnia    | 3 kata     | Wynik      | Finał | Pozycja | Źródło |
| -------------- | ------------- | ---------- | ---------- | ---------- | ---------- | ---------- | ----- | ------- | ------ |
| Jasmin Jüttner | kata kobiet   | 24,42      | 24,16      | 24,29      | NQ         | NQ         | NQ    | 7.      | [ 58 ] |
| Ilja Smorguner | kata mężczyzn | 25,02      | 24,10      | 14,56      | NQ         | NQ         | NQ    | 7.      | [ 59 ] |

| Zawodnik       | Konkurencja            | Faza grupowa     | Faza grupowa     | Faza grupowa     | Faza grupowa     | Faza grupowa | Półfinały        | Finał            | Finał   | Źródło                             |
| Zawodnik       | Konkurencja            | Przeciwnik Wynik | Przeciwnik Wynik | Przeciwnik Wynik | Przeciwnik Wynik | Pozycja      | Przeciwnik Wynik | Przeciwnik Wynik | Pozycja | Źródło                             |
| -------------- | ---------------------- | ---------------- | ---------------- | ---------------- | ---------------- | ------------ | ---------------- | ---------------- | ------- | ---------------------------------- |
| Noah Bitsch    | do 75 kg mężczyzn      | Ağayev 1:2       | Azhikanov 3:3    | Busà 2:2         | Yahiro 8:3       | 3.           | NQ               | NQ               | 5.      | [ 60 ] [ 61 ] [ 62 ] [ 63 ] [ 64 ] |
| Jonathan Horne | powyżej 75 kg mężczyzn | Yuldashev 4:4    | NQ               | NQ               | NQ               | NQ           | NQ               | NQ               | NQ      | [ 65 ] [ 66 ]                      |

### Kolarstwo

#### Kolarstwo szosowe
| Zawodnik              | Konkurencja                    | Czas     | Pozycja | Źródło |
| --------------------- | ------------------------------ | -------- | ------- | ------ |
| Maximilian Schachmann | wyścig ze startu wspólnego (m) | 6:06:47  | 10.     | [ 67 ] |
| Nikias Arndt          | wyścig ze startu wspólnego (m) | 6:16:53  | 54.     | [ 67 ] |
| Emanuel Buchmann      | wyścig ze startu wspólnego (m) | 6:11:46  | 29.     | [ 67 ] |
| Simon Geschke         | wyścig ze startu wspólnego (m) | DNS      | DNS     | [ 67 ] |
| Maximilian Schachmann | jazda indywidualna na czas (m) | 58:33,82 | 15.     | [ 67 ] |
| Nikias Arndt          | jazda indywidualna na czas (m) | 58:49,39 | 19.     | [ 67 ] |
| Lisa Brennauer        | wyścig ze startu wspólnego (k) | 3:54:31  | 6.      | [ 68 ] |
| Liane Lippert         | wyścig ze startu wspólnego (k) | 3:55:17  | 23.     | [ 68 ] |
| Hannah Ludwig         | wyścig ze startu wspólnego (k) | 4:01:08  | 41.     | [ 68 ] |
| Trixi Worrack         | wyścig ze startu wspólnego (k) | DNF      | DNF     | [ 68 ] |
| Lisa Brennauer        | jazda indywidualna na czas (k) | 32:10,71 | 6.      | [ 68 ] |
| Lisa Klein            | jazda indywidualna na czas (k) | 33:01,97 | 13.     | [ 68 ] |

#### Kolarstwo torowe
Sprint
| Zawodnik                                      | Konkurencja       | Kwalifikacje  | Kwalifikacje    | Runda 1                  | Repasaże 1 Runda                      | Runda 2                 | Repasaże 2 Runda     | Runda 3                   | Repasaże 3 Runda | Ćwierćfinały        | Półfinały                | Finał                                                    | Finał   | Źródło |
| Zawodnik                                      | Konkurencja       | Czas Prędkość | Przeciwnik Czas | Pozycja                  | Przeciwnik Czas                       | Przeciwnik Czas         | Przeciwnik Czas      | Przeciwnik Czas           | Przeciwnik Czas  | Przeciwnik Czas     | Przeciwnik Czas          | Przeciwnik Czas                                          | Pozycja | Źródło |
| --------------------------------------------- | ----------------- | ------------- | --------------- | ------------------------ | ------------------------------------- | ----------------------- | -------------------- | ------------------------- | ---------------- | ------------------- | ------------------------ | -------------------------------------------------------- | ------- | ------ |
| Stefan Bötticher                              | indywidualnie (m) | 9,593 75,055  | 13.             | Nick Wammes 10,243       | Rayan Helal Matthew Richardson 10,030 | Jeffrey Hoogland 10,145 | Yuta Wakimoto 10,499 | NQ                        | NQ               | NQ                  | NQ                       | NQ                                                       | NQ      | [ 69 ] |
| Maximilian Levy                               | indywidualnie (m) | 9,646 74,642  | 19.             | Jair Tjon En Fa + 9,922  | N/A                                   | Patryk Rajkowski 10,247 | N/A                  | Sam Webster 10,355        | N/A              | Jack Carlin         | NQ                       | Nicholas Paul Sébastien Vigier Jason Kenny 10,817        | 5.      | [ 69 ] |
| Lea Friedrich                                 | indywidualnie (k) | 10,310 69,835 | 1.              | Miglė Marozaitė 11,226   | N/A                                   | Madalyn Godby 11,085    | N/A                  | Anastasija Wojnowa 11,117 | N/A              | Ołena Starikowa     | NQ                       | Katy Marchant Shanne Braspennincx Lauriane Genest 10,817 | 5.      | [ 71 ] |
| Emma Hinze                                    | indywidualnie (k) | 10,381 69,357 | 3.              | Charlene du Preez 10,923 | N/A                                   | Bao Shanju 10,904       | N/A                  | Zhong Tianshi 11,094      | N/A              | Shanne Braspennincx | Kelsey Mitchell          | Lee Wai Sze                                              | 4.      | [ 71 ] |
| Timo Bichler Stefan Bötticher Maximilian Levy | drużynowo (m)     | 43,140        | 7.              | N/A                      | N/A                                   | N/A                     | N/A                  | N/A                       | N/A              | N/A                 | Wielka Brytania · 42,733 | Rosyjski Komitet Olimpijski                              | 5.      | [ 69 ] |
| Lea Friedrich Emma Hinze                      | drużynowo (k)     | 32,102        | 1.              | NQ                       | NQ                                    | NQ                      | NQ                   | NQ                        | NQ               | NQ                  | Ukraina · 31,905         | Chiny · 31,980                                           | srebro  | [ 71 ] |

Keirin
| Zawodnik         | Konkurencja | Runda 1 | Repesaż | Ćwierćfinał | Półfinał | Finał   | Pozycja | Źródło |
| Zawodnik         | Konkurencja | Miejsce | Miejsce | Miejsce     | Miejsce  | Miejsce | Pozycja | Źródło |
| ---------------- | ----------- | ------- | ------- | ----------- | -------- | ------- | ------- | ------ |
| Maximilian Levy  | mężczyźni   | 2.      | N/A     | 4.          | 2.       | 6.      | 6.      | [ 69 ] |
| Stefan Bötticher | mężczyźni   | 4.      | 2.      | 5.          | NQ       | NQ      | 13.     | [ 69 ] |
| Emma Hinze       | kobiety     | 5.      | 2.      | 4.          | 6.       | 1.      | 7.      | [ 71 ] |
| Lea Friedrich    | kobiety     | N/A     | N/A     | 6.          | NQ       | NQ      | 16.     | [ 71 ] |

Madison
| Zawodnik                    | Konkurencja | Punkty | Punkty  | Punkty  | Punkty  | Pozycja | Źródło |
| Zawodnik                    | Konkurencja | Sprint | Okr.pkt | Okr.pkt | Łącznie | Pozycja | Źródło |
| --------------------------- | ----------- | ------ | ------- | ------- | ------- | ------- | ------ |
| Zawodnik                    | Konkurencja | Sprint | +       | -       | Łącznie | Pozycja | Źródło |
| Roger Kluge Theo Reinhardt  | mężczyźni   | 14     |         | 20      | -6      | 9.      | [ 69 ] |
| Franziska Brauße Lisa Klein | kobiety     |        |         | 40      | -40     | 12.     | [ 71 ] |

Omnium
| Zawodnik    | Konkurencja | Scratch | Scratch | Wyścig tempowy | Wyścig tempowy   | Wyścig tempowy | Wyścig eliminacyjny | Wyścig eliminacyjny | Wyścig punktowy | Wyścig punktowy | Wyścig punktowy | Suma punktów | Pozycja | Źródło |
| Zawodnik    | Konkurencja | Miejsce | Punkty  | Miejsce        | Punkty wyścigowe | Punkty         | Miejsce             | Punkty              | Sprint          | Okrążenia       | Miejsce         | Suma punktów | Pozycja | Źródło |
| ----------- | ----------- | ------- | ------- | -------------- | ---------------- | -------------- | ------------------- | ------------------- | --------------- | --------------- | --------------- | ------------ | ------- | ------ |
| Roger Kluge | kobiety     | 12.     | 18      | 11.            | 3                | 20             | 17.                 | 8                   | 5               | 40              | 12.             | 91           | 9.      | [ 71 ] |

Wyścig na dochodzenie drużynowy
| Zawodnik                                                | Konkurencja | Kwalifikacje | Kwalifikacje | Pierwsza runda    | Pierwsza runda | Finał                      | Finał | Źródło |
| Zawodnik                                                | Konkurencja | Czas         | M.           | Przeciwnik Wynik  | M.             | Przeciwnik Wynik           | M.    | Źródło |
| ------------------------------------------------------- | ----------- | ------------ | ------------ | ----------------- | -------------- | -------------------------- | ----- | ------ |
| Theo Reinhardt Felix Groß Leon Rohde Domenic Weinstein  | mężczyźni   | 3:50,830     | 7.           | Kanada · 3:48,861 | 2.             | Kanada · 3:50,023          | 6.    | [ 69 ] |
| Franziska Brauße Lisa Brennauer Lisa Klein Mieke Kröger | kobiety     | 4:07,307     | 1.           | Włochy · 4:06,159 | 1.             | Wielka Brytania · 4:04,242 | złoto | [ 71 ] |

#### Kolarstwo górskie
| Zawodnik          | Konkurencja       | Czas    | Pozycja | Źródło |
| ----------------- | ----------------- | ------- | ------- | ------ |
| Ronja Eibl        | cross-country (k) | 1:23,59 | 19.     | [ 72 ] |
| Elisabeth Brandau | cross-country (k) | LAP     | 32.     | [ 72 ] |
| Maximilian Brandl | cross-country (m) | 1:29,49 | 21.     | [ 73 ] |
| Manuel Fumic      | cross-country (m) | 1:32:28 | 28.     | [ 73 ] |

#### Kolarstwo BMX
| Zawodniczka         | Konkurencja       | Eliminacje | Eliminacje | Eliminacje | Eliminacje | Finał      | Finał      | Finał | Pozycja | Źródło |
| Zawodniczka         | Konkurencja       | Przejazd 1 | Przejazd 2 | Średnia    | Miejsce    | Przejazd 1 | Przejazd 2 | Wynik | Pozycja | Źródło |
| ------------------- | ----------------- | ---------- | ---------- | ---------- | ---------- | ---------- | ---------- | ----- | ------- | ------ |
| Lara Marie Lessmann | freestyle kobiety | 66,00      | 73,40      | 69,70      | 6.         | 79,60      | 78,00      | 79,60 | 6.      | [ 74 ] |

### Koszykówka
Turniej mężczyzn
- Reprezentacja mężczyzn

| - Isaac Bonga - Joshiko Saibou - Maodo Lô - Niels Giffey - Jan Niklas Wimberg - Johannes Voigtmann |  | - Robin Benzing - Moritz Wagner - Lukas Wank - Danilo Barthel - Johannes Thiemann - Andreas Obst |

| Drużyna | Konkurencja | Faza grupowa     | Faza grupowa     | Faza grupowa     | Faza grupowa | Ćwierćfinały        | Półfinały        | Finał            | Pozycja | Źródło        |
| Drużyna | Konkurencja | Przeciwnik Wynik | Przeciwnik Wynik | Przeciwnik Wynik | Pozycja      | Przeciwnik Wynik    | Przeciwnik Wynik | Przeciwnik Wynik | Pozycja | Źródło        |
| ------- | ----------- | ---------------- | ---------------- | ---------------- | ------------ | ------------------- | ---------------- | ---------------- | ------- | ------------- |
| Niemcy  | mężczyźni   | Włochy 82-92     | Nigeria 99-92    | Australia 76-89  | 3.           | Słowenia<br / 70-94 | NQ               | NQ               | 8.      | [ 75 ] [ 76 ] |

### Lekkoatletyka
Konkurencje biegowe
| Zawodnik                                                                  | Konkurencja                 | Eliminacje | Eliminacje | Półfinał | Półfinał | Finał    | Finał   | Źródło  |
| Zawodnik                                                                  | Konkurencja                 | Wynik      | Miejsce    | Wynik    | Miejsce  | Wynik    | Miejsce | Źródło  |
| ------------------------------------------------------------------------- | --------------------------- | ---------- | ---------- | -------- | -------- | -------- | ------- | ------- |
| Steven Müller                                                             | 200 m (m)                   | 21,08      | 6.         | NQ       | NQ       | NQ       | NQ      | [ 77 ]  |
| Marvin Schlegel                                                           | 400 m (m)                   | 46,39      | 6.         | NQ       | NQ       | NQ       | NQ      | [ 78 ]  |
| Amos Bartelsmeyer                                                         | 1500 m (m)                  | 3:38,36    | 11.        | NQ       | NQ       | NQ       | NQ      | [ 79 ]  |
| Robert Farken                                                             | 1500 m (m)                  | 3:36,61    | 5.         | 3:35,21  | 8.       | NQ       | NQ      | [ 79 ]  |
| Mohamed Mohumed                                                           | 5000 m (m)                  | 13:50,46   | 16.        | N/A      | N/A      | NQ       | NQ      | [ 80 ]  |
| Gregor Traber                                                             | 110 m przez płotki (m)      | 13,65      | 5.         | NQ       | NQ       | NQ       | NQ      | [ 81 ]  |
| Constantin Preis                                                          | 400 m przez płotki (m)      | 49,73      | 4.         | 49,10    | 4.       | NQ       | NQ      | [ 82 ]  |
| Luke Campbell                                                             | 400 m przez płotki (m)      | 49,19      | 4.         | 48,62    | 5.       | NQ       | NQ      | [ 82 ]  |
| Joshua Abuaku                                                             | 400 m przez płotki (m)      | 49,50      | 5.         | 49,93    | 8.       | NQ       | NQ      | [ 82 ]  |
| Karl Bebendorf                                                            | 3000 m z przeszkodami (m)   | 8:33,27    | 11.        | N/A      | N/A      | NQ       | NQ      | [ 83 ]  |
| Richard Ringer                                                            | maraton (m)                 | N/A        | N/A        | N/A      | N/A      | 2:16:08  | 26.     | [ 84 ]  |
| Amanal Petros                                                             | maraton (m)                 | N/A        | N/A        | N/A      | N/A      | 2:16:33  | 30.     | [ 84 ]  |
| Hendrik Pfeiffer                                                          | maraton (m)                 | N/A        | N/A        | N/A      | N/A      | 2:20:43  | 50.     | [ 84 ]  |
| Julian Reus Joshua Hartmann Deniz Almas Lucas Ansah-Peprah                | sztafeta 4 × 100 m (m)      | 38,06      | 4.         | N/A      | N/A      | 38,12    | 5.      | [ 85 ]  |
| Marvin Schlegel Luke Campbell Jean Paul Bredau Manuel Sanders             | sztafeta 4 × 400 m (m)      | 3:03,62    | 8.         | N/A      | N/A      | NQ       | NQ      | [ 86 ]  |
| Christopher Linke                                                         | chód na 20 km (m)           | N/A        | N/A        | N/A      | N/A      | 1:21:50  | 5.      | [ 87 ]  |
| Leo Kopp                                                                  | chód na 20 km (m)           | N/A        | N/A        | N/A      | N/A      | 1:24:46  | 22.     | [ 87 ]  |
| Nils Brembach                                                             | chód na 20 km (m)           | N/A        | N/A        | N/A      | N/A      | 1:26:45  | 28.     | [ 87 ]  |
| Jonathan Hilbert                                                          | chód na 50 km (m)           | N/A        | N/A        | N/A      | N/A      | 3:50:44  | srebro  | [ 88 ]  |
| Carl Dohmann                                                              | chód na 50 km (m)           | N/A        | N/A        | N/A      | N/A      | 4:07:18  | 33.     | [ 88 ]  |
| Nathaniel Seiler                                                          | chód na 50 km (m)           | N/A        | N/A        | N/A      | N/A      | 4:15:37  | 42.     | [ 88 ]  |
| Tatjana Pinto                                                             | 100 m (k)                   | 11,16      | 3.         | 11,35    | 7.       | NQ       | NQ      | [ 89 ]  |
| Alexandra Burghardt                                                       | 100 m (k)                   | 11,08      | 1.         | 11,07    | 4.       | NQ       | NQ      | [ 89 ]  |
| Lisa-Marie Kwayie                                                         | 200 m (k)                   | 23,14      | 4.         | 23,42    | 8.       | NQ       | NQ      | [ 90 ]  |
| Jessica-Bianca Wessolly                                                   | 200 m (k)                   | 23,41      | 5.         | NQ       | NQ       | NQ       | NQ      | [ 90 ]  |
| Corinna Schwab                                                            | 400 m (k)                   | 52,29      | 4.         | NQ       | NQ       | NQ       | NQ      | [ 91 ]  |
| Katharina Trost                                                           | 800 m (k)                   | 2:00,99    | 5.         | 2:02,14  | 8.       | NQ       | NQ      | [ 92 ]  |
| Christina Hering                                                          | 800 m (k)                   | 2:02,23    | 5.         | NQ       | NQ       | NQ       | NQ      | [ 92 ]  |
| Hanna Klein                                                               | 1500 m (k)                  | 4:14,8     | 15.        | NQ       | NQ       | NQ       | NQ      | [ 93 ]  |
| Caterina Granz                                                            | 1500 m (k)                  | 4:06,22    | 9.         | 4:10,93  | 12.      | NQ       | NQ      | [ 93 ]  |
| Konstanze Klosterhalfen                                                   | 10 000 m (k)                | N/A        | N/A        | N/A      | N/A      | 31:01,97 | 8.      | [ 94 ]  |
| Ricarda Lobe                                                              | 100 m przez płotki (k)      | 13,43      | 8.         | NQ       | NQ       | NQ       | NQ      | [ 95 ]  |
| Carolina Krafzik                                                          | 400 m przez płotki (k)      | 54,72      | 2.         | 54,96    | 4.       | NQ       | NQ      | [ 96 ]  |
| Gesa Felicitas Krause                                                     | 3000 m z przeszkodami (k)   | 9:19,62    | 5.         | N/A      | N/A      |          | .       | [ 97 ]  |
| Elena Burkard                                                             | 3000 m z przeszkodami (k)   | 9:30,64    | 17.        | N/A      | N/A      | NQ       | NQ      | [ 97 ]  |
| Lea Meyer                                                                 | 3000 m z przeszkodami (k)   | 9:33,00    | 22.        | N/A      | N/A      | NQ       | NQ      | [ 97 ]  |
| Rebekka Haase Alexandra Burghardt Tatjana Pinto Gina Lückenkemper         | sztafeta 4 × 100 m (k)      | 42,00      | 1.         | N/A      | N/A      | 42,12    | 5.      | [ 98 ]  |
| Corinna Schwab Carolina Krafzik Laura Müller Ruth Sophia Spelmeyer-Preuß  | sztafeta 4 × 400 m (k)      | 3:24,77    | 10.        | N/A      | N/A      | NQ       | NQ      | [ 99 ]  |
| Saskia Feige                                                              | chód na 20 km (k)           | N/A        | N/A        | N/A      | N/A      | DNF      | DNF     | [ 100 ] |
| Marvin Schlegel Corinna Schwab Ruth Sophia Spelmeyer-Preuß Manuel Sanders | sztafeta mieszana 4 × 400 m | 3:12,97    | 9.         | N/A      | N/A      | DSQ      | DSQ     | [ 102 ] |

Konkurencje techniczne
| Zawodnik                   | Konkurencja        | Kwalifikacje | Kwalifikacje | Finał | Finał   | Źródło  |
| Zawodnik                   | Konkurencja        | Wynik        | Miejsce      | Wynik | Miejsce | Źródło  |
| -------------------------- | ------------------ | ------------ | ------------ | ----- | ------- | ------- |
| Clemens Prüfer             | rzut dyskiem (m)   | 63,18        | 11.          | 61,75 | 11.     | [ 103 ] |
| Daniel Jasinski            | rzut dyskiem (m)   | 63,29        | 9.           | 62,44 | 10.     | [ 103 ] |
| David Wrobel               | rzut dyskiem (m)   | 60,38        | 22.          | NQ    | NQ      | [ 103 ] |
| Fabian Heinle              | skok w dal         | 7,96         | 10.          | 7,62  | 12.     | [ 104 ] |
| Max Heß                    | trójskok (m)       | 16,69        | 17.          | NQ    | NQ      | [ 105 ] |
| Johannes Vetter            | rzut oszczepem (m) | 85,64        | 2.           | 82,52 | 9.      | [ 106 ] |
| Julian Weber               | rzut oszczepem (m) | 84,41        | 6.           | 85,30 | 4.      | [ 106 ] |
| Bernhard Seifert           | rzut oszczepem (m) | 68,30        | 31.          | NQ    | NQ      | [ 106 ] |
| Tristan Schwandke          | rzut młotem (m)    | 73,77        | 21.          | NQ    | NQ      | [ 107 ] |
| Mateusz Przybylko          | skok wzwyż (m)     | 2,21         | 23.          | NQ    | NQ      | [ 108 ] |
| Bo Kanda Lita Baehre       | skok o tyczce (m)  | 5,75         | 1.           | 5,70  | 11.     | [ 109 ] |
| Oleg Zernikel              | skok o tyczce (m)  | 5,65         | 12.          | 5,70  | 9.      | [ 109 ] |
| Torben Blech               | skok o tyczce (m)  | 5,30         | 25.          | NQ    | NQ      | [ 109 ] |
| Marie-Laurence Jungfleisch | skok wzwyż (k)     | 1,95         | 4.           | 1,93  | 10.     | [ 110 ] |
| Imke Onnen                 | skok wzwyż (k)     | 1,86         | 25.          | NQ    | NQ      |         |
| Samatha Borutta            | rzut młotem (k)    | 67,38        | 24.          | NQ    | NQ      | [ 111 ] |
| Christin Hussong           | rzut oszczepem (k) | 61,68        | 11.          | 59,94 | 9.      | [ 112 ] |
| Sara Gambetta              | pchnięcie kulą (k) | 18,57        | 12.          |       |         | [ 113 ] |
| Christina Schwanitz        | pchnięcie kulą (k) | 18,08        | 14.          | NQ    | NQ      | [ 113 ] |
| Katharina Maisch           | pchnięcie kulą (k) | 17,89        | 15.          | NQ    | NQ      | [ 113 ] |
| Kristin Pudenz             | rzut dyskiem (k)   | 63,76        | 4.           | 66,86 | srebro  | [ 114 ] |
| Claudine Vita              | rzut dyskiem (k)   | 62,46        | 10.          | 61,80 | 9.      | [ 114 ] |
| Marike Steinacker          | rzut dyskiem (k)   | 63,22        | 6.           | 62,02 | 8.      | [ 114 ] |
| Malaika Mihambo            | skok w dal (k)     | 6,98         | 2.           | 7,00  | złoto   | [ 115 ] |
| Maryse Luzolo              | skok w dal (k)     | 6,54         | 15.          | NQ    | NQ      | [ 115 ] |
| Neele Eckhardt-Noack       | trójskok (k)       | 14,20        | 14.          | NQ    | NQ      | [ 116 ] |
| Kristin Gierisch           | trójskok (k)       | 13,02        | 30.          | NQ    | NQ      | [ 116 ] |

Wieloboje
Dziesięciobój
| Zawodnik     | Konkurencja | 100 m | LJ   | SP    | HJ   | 400 m | 110H  | DT    | PV   | JT    | 1500 m  | Razem | Pozycja | Źródło  |
| ------------ | ----------- | ----- | ---- | ----- | ---- | ----- | ----- | ----- | ---- | ----- | ------- | ----- | ------- | ------- |
| Kai Kazmirek | Rezultat    | 11,09 | 7,48 | 14,46 | 2,02 | 48,17 | 14,73 | 42,70 | 4,80 | 63,76 | 4:48,30 | 8126  | 14.     | [ 117 ] |
| Kai Kazmirek | Punkty      | 841   | 930  | 757   | 822  | 901   | 882   | 720   | 849  | 795   | 629     | 8126  | 14.     | [ 117 ] |
| Niklas Kaul  | Rezultat    | 11,22 | 7,36 | 14,55 | 2,11 | DNF   | DNS   | DNS   | DNS  | DNS   | DNS     | DNF   |         | [ 117 ] |
| Niklas Kaul  | Punkty      | 812   | 900  | 762   | 906  | 0     | DNS   | DNS   | DNS  | DNS   | DNS     | DNF   |         | [ 117 ] |

Siedmiobój
| Zawodnik        | Konkurencja | 100 m | HJ   | SP    | 200 m | LJ   | JT    | 800 m   | Razem | Pozycja | Źródło  |
| --------------- | ----------- | ----- | ---- | ----- | ----- | ---- | ----- | ------- | ----- | ------- | ------- |
| Carolin Schäfer | Rezultat    | 13,29 | 1,80 | 13,99 | 24,33 | 5,78 | 54,10 | 2:14,82 | 6419  | 7.      | [ 118 ] |
| Carolin Schäfer | Punkty      | 1081  | 978  | 793   | 949   | 783  | 940   | 895     | 6419  | 7.      | [ 118 ] |
| Vanessa Grimm   | Rezultat    | 13,88 | 1,77 | 14,52 | 25,03 | 5,94 | 44,75 | 2:16,27 | 6114  | 19.     | [ 118 ] |
| Vanessa Grimm   | Punkty      | 995   | 941  | 829   | 884   | 831  | 759   | 875     | 6114  | 19.     | [ 118 ] |

### Łucznictwo
| Zawodnik                                     | Konkurencja       | Runda rankingowa | Runda rankingowa | 1/32               | 1/16             | 1/8                     | Ćwierćfinały     | Półfinały                           | Finał            | Finał   | Źródło                  |
| Zawodnik                                     | Konkurencja       | Wynik            | Miejsce          | Przeciwnik Wynik   | Przeciwnik Wynik | Przeciwnik Wynik        | Przeciwnik Wynik | Przeciwnik Wynik                    | Przeciwnik Wynik | Pozycja | Źródło                  |
| -------------------------------------------- | ----------------- | ---------------- | ---------------- | ------------------ | ---------------- | ----------------------- | ---------------- | ----------------------------------- | ---------------- | ------- | ----------------------- |
| Florian Unruh                                | indywidualnie (m) | 654              | 33.              | Pangestu W 6-2     | Kim W 7-3        | Duenas W 6-2            | Nespoli P 2-6    | NQ                                  | NQ               | 5.      | [ 119 ] [ 120 ] [ 121 ] |
| Michelle Kroppen                             | indywidualnie (k) | 655              | 11.              | Siczennikowa W 6-0 | Osipowa P 4-6    | NQ                      | NQ               | NQ                                  | NQ               | 17.     | [ 122 ] [ 123 ] [ 124 ] |
| Lisa Unruh                                   | indywidualnie (k) | 647              | 26.              | Marusawa P 4-6     | NQ               | NQ                      | NQ               | NQ                                  | NQ               | 33.     | [ 122 ] [ 123 ] [ 124 ] |
| Charline Schwarz                             | indywidualnie (k) | 607              | 60.              | Brown P 2-6        | NQ               | NQ                      | NQ               | NQ                                  | NQ               | 33.     | [ 122 ] [ 123 ] [ 124 ] |
| Michelle Kroppen Lisa Unruh Charline Schwarz | drużynowo (k)     | 1909             | 10.              | N/A                | N/A              | Chińskie Tajpej · W 6-2 | Meksyk · W 6-2   | Rosyjski Komitet Olimpijski · P 1-5 | Białoruś · W 5-1 | brąz    | [ 125 ] [ 126 ]         |
| Florian Unruh Michelle Kroppen               | mikst             | 1309             | 13.              | N/A                | N/A              | Álvarez Valencia P 2-6  | NQ               | NQ                                  | NQ               | 9.      | [ 127 ] [ 128 ]         |

### Pięciobój nowoczesny
| Zawodnik         | Konkurencja | Szermierka      | Szermierka | Szermierka | Pływanie | Pływanie | Pływanie | Jazda konna | Jazda konna | Kombinacja: strzelanie/bieg przełajowy | Kombinacja: strzelanie/bieg przełajowy | Kombinacja: strzelanie/bieg przełajowy | Suma punktów | Pozycja | Źródło  |
| Zawodnik         | Konkurencja | Wynik (wygrane) | M.         | Punkty     | Czas     | M.       | Punkty   | M.          | Punkty      | Czas                                   | M.                                     | Punkty                                 | Suma punktów | Pozycja | Źródło  |
| ---------------- | ----------- | --------------- | ---------- | ---------- | -------- | -------- | -------- | ----------- | ----------- | -------------------------------------- | -------------------------------------- | -------------------------------------- | ------------ | ------- | ------- |
| Rebecca Langrehr | kobiety     | 20              | 8.         | 221        | 02:17,38 | 24.      | 276      | 30.         | 220         | 12:48,26                               | 20.                                    | 531                                    | 1248         | 28.     | [ 129 ] |
| Annika Schleu    | kobiety     | 29              | 1.         | 279        | 02:16,99 | 24.      | 277      | EL          | 0           | 12:43,20                               | 18.                                    | 537                                    | 1088         | 31.     | [ 129 ] |
| Fabian Liebig    | mężczyźni   | 16              | 25.        | 196        | 02:03,02 | 19.      | 304      | 23.         | 279         | 11:08,69                               | 12.                                    | 632                                    | 1411         | 19.     | [ 130 ] |
| Patrick Dogue    | mężczyźni   | 11              | 32.        | 167        | 02:04,27 | 24.      | 302      | 2.          | 300         | 11:00,99                               | 6.                                     | 640                                    | 1409         | 20.     | [ 130 ] |

### Piłka nożna
Turniej mężczyzn
- Reprezentacja mężczyzn

| - Florian Müller - Benjamin Henrichs - David Raum - Felix Uduokhai - Amos Pieper - Ragnar Ache - Marco Richter - Maximilian Arnold - Cedric Teuchert - Max Kruse |  | - Nadiem Amiri - Svend Brodersen - Arne Maier - Ismail Jakobs - Jordan Torunarigha - Keven Schlotterbeck - Anton Stach - Eduard Löwen - Luca Plogmann |

| Drużyna | Konkurencja      | Faza grupowa     | Faza grupowa         | Faza grupowa               | Faza grupowa | Ćwierćfinały     | Półfinały        | Finał mecz o 3. miejsce | Pozycja | Źródło  |
| Drużyna | Konkurencja      | Przeciwnik Wynik | Przeciwnik Wynik     | Przeciwnik Wynik           | Pozycja      | Przeciwnik Wynik | Przeciwnik Wynik | Przeciwnik Wynik        | Pozycja | Źródło  |
| ------- | ---------------- | ---------------- | -------------------- | -------------------------- | ------------ | ---------------- | ---------------- | ----------------------- | ------- | ------- |
| Niemcy  | turniej mężczyzn | Brazylia 2:4     | Arabia Saudyjska 3:2 | Wybrzeże Kości Słoniowej : | 3.           | NQ               | NQ               | NQ                      | 9.      | [ 131 ] |

### Piłka ręczna
Turniej mężczyzn
- Reprezentacja mężczyzn

| - Johannes Bitter - Uwe Gensheimer - Johannes Golla - Finn Lemke - Hendrik Pekeler - Juri Knorr - Steffen Weinhold - Philipp Weber |  | - Kai Häfner - Marcel Schiller - Andreas Wolff - Julius Kühn - Jannik Kohlbacher - Timo Kastening - Paul Drux |

| Drużyna | Konkurencja      | Faza grupowa     | Faza grupowa     | Faza grupowa     | Faza grupowa     | Faza grupowa     | Faza grupowa | Ćwierćfinały     | Półfinały        | Finał mecz o 3. miejsce | Pozycja | Źródło          |
| Drużyna | Konkurencja      | Przeciwnik Wynik | Przeciwnik Wynik | Przeciwnik Wynik | Przeciwnik Wynik | Przeciwnik Wynik | Pozycja      | Przeciwnik Wynik | Przeciwnik Wynik | Przeciwnik Wynik        | Pozycja | Źródło          |
| ------- | ---------------- | ---------------- | ---------------- | ---------------- | ---------------- | ---------------- | ------------ | ---------------- | ---------------- | ----------------------- | ------- | --------------- |
| Niemcy  | turniej mężczyzn | Hiszpania 27:28  | Argentyna 33:25  | Francja 29:30    | Norwegia 28:23   | Brazylia 29:25   | 3.           | Egipt 26:31      | NQ               | NQ                      | 6.      | [ 132 ] [ 133 ] |

### Pływanie
| Zawodnik                                                           | Konkurencja                          | Eliminacje | Eliminacje | Półfinał | Półfinał | Finał     | Finał   | Źródło                  |
| Zawodnik                                                           | Konkurencja                          | Czas       | Miejsce    | Czas     | Miejsce  | Czas      | Miejsce | Źródło                  |
| ------------------------------------------------------------------ | ------------------------------------ | ---------- | ---------- | -------- | -------- | --------- | ------- | ----------------------- |
| Damian Wierling                                                    | 100 m dowolnym (m)                   | 48,83      | 26.        | NQ       | NQ       | NQ        | NQ      | [ 134 ] [ 135 ] [ 136 ] |
| Lukas Märtens                                                      | 200 m dowolnym (m)                   | 1:46,69    | 17.        | NQ       | NQ       | NQ        | NQ      | [ 137 ] [ 138 ] [ 139 ] |
| Jacob Heidtmann                                                    | 200 m dowolnym (m)                   | 1:46,73    | 19.        | NQ       | NQ       | NQ        | NQ      | [ 137 ] [ 138 ] [ 139 ] |
| Henning Mühlleitner                                                | 400 m dowolnym (m)                   | 3:43,67    | 1.         | N/A      | N/A      | 3:44,07   | 4.      | [ 140 ] [ 141 ]         |
| Lukas Märtens                                                      | 400 m dowolnym (m)                   | 3:46,30    | 12.        | N/A      | N/A      | NQ        | NQ      | [ 140 ] [ 141 ]         |
| Florian Wellbrock                                                  | 800 m dowolnym (m)                   | 7:41,77    | 2.         | N/A      | N/A      | 7:42,68   | 4.      | [ 142 ] [ 143 ]         |
| Florian Wellbrock                                                  | 1500 m dowolnym (m)                  | 14:48,53   | 3.         | N/A      | N/A      | 14:40,91  | brąz    | [ 144 ] [ 145 ]         |
| Lukas Märtens                                                      | 1500 m dowolnym (m)                  | 14:59,45   | 11.        | N/A      | N/A      | NQ        | NQ      |                         |
| Marek Ulrich                                                       | 100 m grzbietowym (m)                | 53,74      | 14.        | 53,54    | 13.      | NQ        | NQ      | [ 146 ] [ 147 ] [ 148 ] |
| Ole Braunschweig                                                   | 100 m grzbietowym (m)                | 54,14      | 25.        | NQ       | NQ       | NQ        | NQ      | [ 146 ] [ 147 ] [ 148 ] |
| Christian Diener                                                   | 200 m grzbietowym (m)                | 1:58,27    | 19.        | NQ       | NQ       | NQ        | NQ      | [ 149 ] [ 150 ] [ 151 ] |
| Lucas Matzerath                                                    | 100 m klasycznym (m)                 | 59,40      | 11.        | 59,31    | 9.       | NQ        | NQ      | [ 152 ] [ 153 ] [ 154 ] |
| Fabian Schwingenschlögl                                            | 100 m klasycznym (m)                 | 59,49      | 14.        | 59,32    | 10.      | NQ        | NQ      | [ 152 ] [ 153 ] [ 154 ] |
| Marco Koch                                                         | 200 m klasycznym (m)                 | 2:10,18    | 20.        | NQ       | NQ       | NQ        | NQ      | [ 155 ] [ 156 ] [ 157 ] |
| Marius Kusch                                                       | 100 m motylkowym (m)                 | 52,05      | 23.        | NQ       | NQ       | NQ        | NQ      | [ 158 ] [ 159 ] [ 160 ] |
| David Thomasberger                                                 | 200 m motylkowym (m)                 | 1:56,04    | 17.        | NQ       | NQ       | NQ        | NQ      | [ 161 ] [ 162 ] [ 163 ] |
| Philip Heintz                                                      | 200 m zmiennym (m)                   | 1:57,72    | 13.        | 1:58,13  | 13.      | NQ        | NQ      | [ 164 ] [ 165 ] [ 166 ] |
| Jacob Heidtmann                                                    | 200 m zmiennym (m)                   | 1:58,80    | 23.        | NQ       | NQ       | NQ        | NQ      | [ 164 ] [ 165 ] [ 166 ] |
| Jacob Heidtmann                                                    | 400 m zmiennym (m)                   | 4:12,09    | 12.        | N/A      | N/A      | NQ        | NQ      | [ 167 ] [ 168 ]         |
| Florian Wellbrock                                                  | 10 km                                | N/A        | N/A        | N/A      | N/A      | 1:48:33,7 | złoto   | [ 169 ]                 |
| Rob Muffels                                                        | 10 km                                | N/A        | N/A        | N/A      | N/A      | 1:53:03,3 | 11.     | [ 169 ]                 |
| Damian Wierling Marius Kusch Christoph Fildebrandt Jan Eric Friese | sztafeta 4 × 100 m dowolnym (m)      | 3:15,34    | 16.        | N/A      | N/A      | NQ        | NQ      | [ 170 ] [ 171 ]         |
| Lukas Märtens Poul Zellmann Henning Mühlleitner Jacob Heidtmann    | sztafeta 4 × 200 m dowolnym (m)      | 7:06,76    | 7.         | N/A      | N/A      | 7:06,51   | 7.      | [ 172 ] [ 173 ]         |
| Marek Ulrich Lucas Matzerath Marius Kusch Damian Wierling          | sztafeta 4 × 100 m zmiennym (m)      | 3:34,08    | 11.        | N/A      | N/A      | NQ        | NQ      | [ 174 ] [ 175 ]         |
| Isabel Gose                                                        | 200 m dowolnym (k)                   | 1:56,80    | 9.         | 1:57,07  | 11.      | NQ        | NQ      | [ 176 ] [ 177 ] [ 178 ] |
| Annika Bruhn                                                       | 200 m dowolnym (k)                   | 1:57,15    | 13.        | 1:57,62  | 14.      | NQ        | NQ      | [ 176 ] [ 177 ] [ 178 ] |
| Isabel Gose                                                        | 400 m dowolnym                       | 4:03,21    | 6.         | N/A      | N/A      | 4:04,98   | 6.      | [ 179 ] [ 180 ]         |
| Leonie Kullmann                                                    | 400 m dowolnym                       | 4:10,25    | 18.        | N/A      | N/A      | NQ        | NQ      | [ 179 ] [ 180 ]         |
| Sarah Köhler                                                       | 800 m dowolnym (k)                   | 8:17,32    | 4.         | N/A      | N/A      | 8:24,56   | 7.      | [ 181 ] [ 182 ]         |
| Isabel Gose                                                        | 800 m dowolnym (k)                   | 8:21,79    | 9.         | N/A      | N/A      | NQ        | NQ      | [ 181 ] [ 182 ]         |
| Sarah Köhler                                                       | 1500 m dowolnym (k)                  | 15:52,67   | 6.         | N/A      | N/A      | 15:42,91  | brąz    | [ 183 ] [ 184 ]         |
| Celine Rieder                                                      | 1500 m dowolnym (k)                  | 16:32,57   | 27.        | N/A      | N/A      | NQ        | NQ      | [ 183 ] [ 184 ]         |
| Laura Riedemann                                                    | 100 m grzbietowym (k)                | 1:00,81    | 24.        | NQ       | NQ       | NQ        | NQ      | [ 185 ] [ 186 ] [ 187 ] |
| Anna Elendt                                                        | 100 m klasycznym (k)                 | 1:06,96    | 16.        | 1:07,31  | 13.      | NQ        | NQ      | [ 188 ] [ 189 ] [ 190 ] |
| Franziska Hentke                                                   | 200 m motylkowym (k)                 | 2:09,98    | 11.        | 2:10,89  | 13.      | NQ        | NQ      | [ 191 ] [ 192 ] [ 193 ] |
| Leonie Beck                                                        | 10 km (k)                            | N/A        | N/A        | N/A      | N/A      | 1:59:35,1 | 5.      | [ 194 ]                 |
| Finnia Wunram                                                      | 10 km (k)                            | N/A        | N/A        | N/A      | N/A      | 2:01:01,9 | 10.     | [ 194 ]                 |
| Lisa Höpink Annika Bruhn Marie Pietruschka Hannah Küchler          | sztafeta 4 × 100 m dowolnym (k)      | 3:39,33    | 13.        | N/A      | N/A      | NQ        | NQ      | [ 195 ] [ 196 ]         |
| Isabel Gose Leonie Kullmann Marie Pietruschka Annika Bruhn         | sztafeta 4 × 200 m dowolnym (k)      | 7:52,06    | 6.         | N/A      | N/A      | 7:53,89   | 6.      | [ 197 ] [ 198 ]         |
| Laura Riedemann Anna Elendt Lisa Höpink Annika Bruhn               | sztafeta 4 × 100 m zmiennym (k)      | 4:00,16    | 11.        | N/A      | N/A      | NQ        | NQ      | [ 199 ] [ 200 ]         |
| Marek Ulrich Fabian Schwingenschlögl Lisa Höpink Annika Bruhn      | sztafeta mieszana 4 × 100 m zmiennym | 3:44,19    | 10.        | N/A      | N/A      | NQ        | NQ      | [ 201 ] [ 202 ]         |

### Podnoszenie ciężarów
| Zawodnik         | Konkurencja     | Rwanie | Rwanie  | Podrzut | Podrzut | Razem  | Pozycja | Źródło  |
| Zawodnik         | Konkurencja     | Wynik  | Pozycja | Wynik   | Pozycja | Razem  | Pozycja | Źródło  |
| ---------------- | --------------- | ------ | ------- | ------- | ------- | ------ | ------- | ------- |
| Simon Brandhuber | -61 kg mężczyzn | 123 kg | 10.     | 145 kg  | 11.     | 268 kg | 9.      | [ 203 ] |
| Nico Müller      | -81 kg mężczyzn | 159 kg | 9.      | 195 kg  | 7.      | 354 kg | 7.      | [ 203 ] |
| Sabine Kusterer  | -59 kg kobiet   | 91 kg  | 7.      | 107 kg  | 10.     | 198 kg | 10.     | [ 203 ] |
| Lisa Schweizer   | -64 kg kobiet   | 100 kg | 8.      | 117 kg  | 10.     | 217 kg | 10.     | [ 203 ] |

### Siatkówka

#### Siatkówka plażowa
Mężczyźni
| Zawodnik                     | Konkurencja | Faza grupowa                           | Faza grupowa                     | Faza grupowa                          | Pozycja | 1/8                                   | Ćwierćfinały                               | Półfinały        | Finał            | Finał   | Źródło  |
| Zawodnik                     | Konkurencja | Przeciwnik Wynik                       | Przeciwnik Wynik                 | Przeciwnik Wynik                      | Pozycja | Przeciwnik Wynik                      | Przeciwnik Wynik                           | Przeciwnik Wynik | Przeciwnik Wynik | Pozycja | Źródło  |
| ---------------------------- | ----------- | -------------------------------------- | -------------------------------- | ------------------------------------- | ------- | ------------------------------------- | ------------------------------------------ | ---------------- | ---------------- | ------- | ------- |
| Julius Thole Clemens Wickler | mężczyzni   | Nicolai Lupo 1:2 (21:19, 19:21, 13:15) | Kantor Łosiak 2:0 (22:20, 21:16) | Ishijima Shiratori 2:0 (21:16, 21:11) | 2.      | Gibb Bourne 2:1 (17:21, 21:15, 15:11) | Krasilnikow Stojanowski 0:2 (16:21, 19:21) | NQ               | NQ               | 5.      | [ 204 ] |

Kobiety
| Zawodnik                      | Konkurencja | Faza grupowa                                 | Faza grupowa                            | Faza grupowa                      | Pozycja | 1/8                                       | Ćwierćfinały                      | Półfinały        | Finał            | Finał   | Źródło  |
| Zawodnik                      | Konkurencja | Przeciwnik Wynik                             | Przeciwnik Wynik                        | Przeciwnik Wynik                  | Pozycja | Przeciwnik Wynik                          | Przeciwnik Wynik                  | Przeciwnik Wynik | Przeciwnik Wynik | Pozycja | Źródło  |
| ----------------------------- | ----------- | -------------------------------------------- | --------------------------------------- | --------------------------------- | ------- | ----------------------------------------- | --------------------------------- | ---------------- | ---------------- | ------- | ------- |
| Julia Sude Karla Borger       | kobiet      | Vergé-Dépré Heidrich 1:2 (21:8, 23:21, 6:15) | Pavan Humana-Paredes 0:2 (17:21, 14:21) | Stam Schoon 0:2 (22:24, 16:21)    | 4.      | NQ                                        | NQ                                | NQ               | NQ               | 19.     | [ 204 ] |
| Laura Ludwig Margareta Kozuch | kobiet      | Hüberli Betschart 1:2 (25:23, 20:22, 14:16)  | Ishii Murakami 2:0 (21:17, 22:20)       | Hermannová Sluková 2:0 (walkower) | 2.      | Bednarczuk Duda 2:1 (21:19, 19:21, 16:14) | Ross Klinemann 0:2 (19:21, 19:21) | NQ               | NQ               | 5.      | [ 204 ] |

### Skateboarding
| Zawodnik          | Konkurencja | Eliminacje | Eliminacje | Eliminacje | Eliminacje | Finał | Finał | Finał | Pozycja | Źródło  |
| Zawodnik          | Konkurencja | 1          | 2          | 3          | Wynik      | 1     | 2     | 3     | Pozycja | Źródło  |
| ----------------- | ----------- | ---------- | ---------- | ---------- | ---------- | ----- | ----- | ----- | ------- | ------- |
| Tyler Edtmayer    | park (m)    | 58,33      | 51,61      | 61,78      | 61,78      | NQ    | NQ    | NQ    | 15.     | [ 205 ] |
| Lilly Stoephasius | park (k)    | 38,37      | 24,33      | 10,07      | 38,37      | NQ    | NQ    | NQ    | 9.      | [ 206 ] |

### Skoki do wody
| Zawodniczka                   | Konkurencja                       | Preeliminacje | Preeliminacje | Półfinał | Półfinał | Finał  | Finał   | Źródło                  |
| Zawodniczka                   | Konkurencja                       | Punkty        | Miejsce       | Punkty   | Miejsce  | Punkty | Miejsce | Źródło                  |
| ----------------------------- | --------------------------------- | ------------- | ------------- | -------- | -------- | ------ | ------- | ----------------------- |
| Martin Wolfram                | trampolina 3 m indywidualnie (m)  | 444,50        | 8.            | 423,00   | 9.       | 426,75 | 7.      | [ 207 ] [ 208 ] [ 209 ] |
| Patrick Hausding              | trampolina 3 m indywidualnie (m)  | 364,05        | 21.           | NQ       | NQ       | NQ     | NQ      | [ 207 ] [ 208 ] [ 209 ] |
| Timo Barthel                  | wieża 10 m indywidualnie (m)      | 395,70        | 13.           | 364,50   | 17.      | NQ     | NQ      | [ 210 ] [ 211 ] [ 212 ] |
| Jaden Eikermann               | wieża 10 m indywidualnie (m)      | 330,75        | 21.           | NQ       | NQ       | NQ     | NQ      | [ 210 ] [ 211 ] [ 212 ] |
| Patrick Hausding Lars Rüdiger | trampolina 3 m synchronicznie (m) | N/A           | N/A           | N/A      | N/A      | 404,73 | brąz    | [ 213 ]                 |
| Tina Punzel                   | trampolina 3 m indywidualnie (k)  | 287,00        | 14.           | 311,05   | 7.       | 302,95 | 7.      | [ 214 ] [ 215 ] [ 216 ] |
| Christina Wassen              | wieża 10 m indywidualnie (k)      | 297,15        | 13.           | 237,30   | 18.      | NQ     | NQ      | [ 217 ] [ 218 ] [ 219 ] |
| Elena Wassen                  | wieża 10 m indywidualnie (k)      | 323,80        | 6.            | 303,70,  | 1.       | 291,90 | 8.      | [ 217 ] [ 218 ] [ 219 ] |
| Lena Hentschel Tina Punzel    | trampolina 3 m synchronicznie (k) | N/A           | N/A           | N/A      | N/A      | 284,97 | brąz    | [ 220 ]                 |
| Tina Punzel Christina Wassen  | wieża 10 m synchronicznie (k)     | N/A           | N/A           | N/A      | N/A      | 292,86 | 5.      | [ 221 ]                 |

### Surfing
| Zawodnik     | Konkurencja | Eliminacje | Eliminacje | Eliminacje | Eliminacje | 1/8 finału       | Ćwierćfinał      | Półfinał         | Finał/3. miejsce | Pozycja | Źródło  |
| Zawodnik     | Konkurencja | Runda 1    | Runda 1    | Runda 2    | Runda 2    | 1/8 finału       | Ćwierćfinał      | Półfinał         | Finał/3. miejsce | Pozycja | Źródło  |
| Zawodnik     | Konkurencja | Wynik      | Miejsce    | Wynik      | Miejsce    | Przeciwnik Wynik | Przeciwnik Wynik | Przeciwnik Wynik | Przeciwnik Wynik | Pozycja | Źródło  |
| ------------ | ----------- | ---------- | ---------- | ---------- | ---------- | ---------------- | ---------------- | ---------------- | ---------------- | ------- | ------- |
| Leon Glatzer | mężczyźni   | 10,00      | 3.         | 10,43      | 4.         | NQ               | NQ               | NQ               | NQ               | 17.     | [ 222 ] |

### Strzelectwo
| Zawodnik                      | Konkurencja                         | Kwalifikacje | Kwalifikacje | Finał | Finał   | Źródło                          |
| Zawodnik                      | Konkurencja                         | Wynik        | Pozycja      | Wynik | Pozycja | Źródło                          |
| ----------------------------- | ----------------------------------- | ------------ | ------------ | ----- | ------- | ------------------------------- |
| Jolyn Beer                    | karabin pneumatyczny (k)            | 625,8        | 17.          | NQ    | NQ      | [ 223 ] [ 224 ]                 |
| Jolyn Beer                    | karabin małokalibrowy 3 postawy (k) | 1178-60x     | 3.           | 417,8 | 6.      | [ 225 ] [ 226 ]                 |
| Christian Reitz               | pistolet pneumatyczny (m)           | 584,21x      | 3.           | 176,6 | 5.      | [ 227 ] [ 228 ]                 |
| Christian Reitz               | pistolet szybkostrzelny (m)         | 587-18x      | 1.           | 18    | 5.      | [ 229 ] [ 230 ]                 |
| Oliver Geis                   | pistolet szybkostrzelny (m)         | 577-24x      | 13.          | NQ    | NQ      |                                 |
| Carina Wimmer                 | pistolet pneumatyczny (k)           | 571-18x      | 20.          | NQ    | NQ      | [ 231 ] [ 232 ]                 |
| Monika Karsch                 | pistolet pneumatyczny (k)           | 568-16x      | 29.          | NQ    | NQ      | [ 231 ] [ 232 ]                 |
| Doreen Vennekamp              | pistolet sportowy (k)               | 586-19x      | 4.           | 14    | 7.      | [ 233 ] [ 234 ]                 |
| Monika Karsch                 | pistolet sportowy (k)               | 580-15x      | 20.          | NQ    | NQ      | [ 233 ] [ 234 ]                 |
| Carina Wimmer Christian Reitz | pistolet pneumatyczny (mikst)       | 571-19x      | 12.          | NQ    | NQ      | [ 235 ] [ 236 ] [ 237 ] [ 238 ] |
| Nadine Messerschmidt          | skeet (k)                           | 120+5        | 5.           | 26    | 5.      | [ 239 ] [ 240 ]                 |
| Andreas Löw                   | trap (m)                            | 121          | 15.          | NQ    | NQ      | [ 241 ]                         |

### Szermierka
| Zawodnik                                                 | Konkurencja              | 1/32             | 1/16                 | 1/8                 | Ćwierćfinały                          | Półfinały                  | Finał/o 3. miejsce | Finał/o 3. miejsce | Źródło  |
| Zawodnik                                                 | Konkurencja              | Przeciwnik Wynik | Przeciwnik Wynik     | Przeciwnik Wynik    | Przeciwnik Wynik                      | Przeciwnik Wynik           | Przeciwnik Wynik   | Pozycja            | Źródło  |
| -------------------------------------------------------- | ------------------------ | ---------------- | -------------------- | ------------------- | ------------------------------------- | -------------------------- | ------------------ | ------------------ | ------- |
| Leonie Ebert                                             | floret indywidualnie (k) | Bye              | Dubrovich W 15-14    | Volpi P 13-15       | NQ                                    | NQ                         | NQ                 | 14.                | [ 242 ] |
| Peter Joppich                                            | floret indywidualnie (m) | Cai W 15-1       | Massialas W 15-12    | Choupenitch P 13-15 | NQ                                    | NQ                         | NQ                 | 15.                | [ 242 ] |
| Benjamin Kleibrink                                       | floret indywidualnie (m) | Bye              | Abu al-Kasim P 11-15 | NQ                  | NQ                                    | NQ                         | NQ                 | 25.                | [ 242 ] |
| André Sanita                                             | floret indywidualnie (m) | Cheung W 15-14   | Foconi P 8-15        | NQ                  | NQ                                    | NQ                         | NQ                 | 31.                | [ 242 ] |
| Peter Joppich Benjamin Kleibrink Luis Klein André Sanita | floret drużynowo (m)     | N/A              | N/A                  | Kanada · W 45-31    | Stany Zjednoczone · P 45-36           | Hongkong · W 45-38         | Włochy · P         | 6.                 | [ 242 ] |
| Benedikt Wagner                                          | szabla indywidualnie (m) | Bye              | Ibragimow P 13-15    | NQ                  | NQ                                    | NQ                         | NQ                 | 27.                | [ 242 ] |
| Matyas Szabo                                             | szabla indywidualnie (m) | Bye              | Gu W 15-8            | Ibragimow P 13-15   | NQ                                    | NQ                         | NQ                 | 13.                | [ 242 ] |
| Max Hartung                                              | szabla indywidualnie (m) | Bye              | Decsi W 15-8         | Pakdaman P 9-15     | NQ                                    | NQ                         | NQ                 | 10.                | [ 242 ] |
| Benedikt Wagner Matyas Szabo Max Hartung Richard Hübers  | szabla drużynowo (m)     | N/A              | N/A                  | Bye                 | Rosyjski Komitet Olimpijski · W 45-28 | Korea Południowa · P 42-45 | Węgry · P 40-45    | 4.                 | [ 242 ] |

### Taekwondo
| Zawodnik           | Konkurencja     | 1/8              | Ćwierćfinał      | Półfinał         | Repesaż          | Finał/3. miejsce | Finał/3. miejsce | Źródło  |
| Zawodnik           | Konkurencja     | Przeciwnik Wynik | Przeciwnik Wynik | Przeciwnik Wynik | Przeciwnik Wynik | Przeciwnik Wynik | Pozycja          | Źródło  |
| ------------------ | --------------- | ---------------- | ---------------- | ---------------- | ---------------- | ---------------- | ---------------- | ------- |
| Alexander Bachmann | +80 kg mężczyzn | Zhaparov P 7-11  | NQ               | NQ               | NQ               | NQ               | 11.              | [ 245 ] |

### Tenis stołowy
| Zawodnik                                       | Konkurencja           | Eliminacje       | Runda 1          | Runda 2          | Runda 3            | 1/8 finału           | Ćwierćfinały             | Półfinały        | Finał            | Finał   | Źródło  |
| Zawodnik                                       | Konkurencja           | Przeciwnik Wynik | Przeciwnik Wynik | Przeciwnik Wynik | Przeciwnik Wynik   | Przeciwnik Wynik     | Przeciwnik Wynik         | Przeciwnik Wynik | Przeciwnik Wynik | Pozycja | Źródło  |
| ---------------------------------------------- | --------------------- | ---------------- | ---------------- | ---------------- | ------------------ | -------------------- | ------------------------ | ---------------- | ---------------- | ------- | ------- |
| Dimitrij Ovtcharov                             | gra pojedyncza (m)    | N/A              | N/A              | N/A              | Skaczkow W 4-0     | Niwa W 4-1           | Calderano W 4-2          | Ma Long P 3-4    | Lin W 4-3        | brąz    | [ 246 ] |
| Timo Boll                                      | gra pojedyncza (m)    | N/A              | N/A              | N/A              | Gerassimenko W 4-1 | Jeoung P 1-4         | NQ                       | NQ               | NQ               | 9.      | [ 246 ] |
| Dimitrij Ovtcharov Timo Boll Patrick Franziska | turniej drużynowy (m) | N/A              | N/A              | N/A              | N/A                | Portugalia · W 3-0   | Chińskie Tajpej · W 3-2  | Japonia · W 3-2  | Chiny · P 0-3    | srebro  | [ 247 ] |
| Petrissa Solja                                 | gra pojedyncza (k)    | N/A              | N/A              | N/A              | Zhang Mo P 3-4     | NQ                   | NQ                       | NQ               | NQ               | 17.     | [ 248 ] |
| Han Ying                                       | gra pojedyncza (k)    | N/A              | N/A              | N/A              | Jian W 4-0         | Feng W 4-1           | Sun Yingsha P 0-4        | NQ               | NQ               | 5.      | [ 248 ] |
| Petrissa Solja Han Ying Shan Xiaona            | turniej drużynowy (k) | N/A              | N/A              | N/A              | N/A                | Australia · W 3-0    | Korea Południowa · W 3-2 | Chiny · P 0-3    | Hongkong · P 1-3 | 4.      | [ 249 ] |
| Patrick Franziska Petrissa Solja               | turniej mieszany      | N/A              | N/A              | N/A              | N/A                | Campos Fonseca W 4-0 | Mizutani Itō P 2-4       | NQ               | NQ               | 5.      | [ 250 ] |

### Tenis ziemny
| Zawodnik                            | Konkurencja | Pierwsza runda                  | Druga runda                             | Trzecia runda                           | Ćwierćfinały                        | Półfinały                     | Finał                      | Finał   | Źródło  |
| Zawodnik                            | Konkurencja | Przeciwnik Wynik                | Przeciwnik Wynik                        | Przeciwnik Wynik                        | Przeciwnik Wynik                    | Przeciwnik Wynik              | Przeciwnik Wynik           | Pozycja | Źródło  |
| ----------------------------------- | ----------- | ------------------------------- | --------------------------------------- | --------------------------------------- | ----------------------------------- | ----------------------------- | -------------------------- | ------- | ------- |
| Alexander Zverev                    | singiel (m) | Lu W 2-0 (6:1, 6:3)             | Galán W 2-0 (6:2, 6:2)                  | Basilaszwili W 2-0 (6:4, 7:6)           | Chardy W 2-0 (6:4, 6:1)             | Đoković W 2-1 (1:6, 6:3, 6:1) | Chaczanow W 2-0 (6:3, 6:1) | złoto   | [ 251 ] |
| Jan-Lennard Struff                  | singiel (m) | Monteiro W 2-0 (6:3, 6:4)       | Đoković P 0-2 (4:6, 3:6)                | NQ                                      | NQ                                  | NQ                            | NQ                         | 17.     | [ 251 ] |
| Philipp Kohlschreiber               | singiel (m) | Tsitsipas P 1-2 (3:6, 6:3, 3:6) | NQ                                      | NQ                                      | NQ                                  | NQ                            | NQ                         | 33.     | [ 251 ] |
| Dominik Koepfer                     | singiel (m) | Bagnis W 2-1 (3:6, 6:3, 7:5)    | Purcell W 1-2 (6:3, 6:0)                | Carreño-Busta P 0-2 (6:7, 3:6)          | NQ                                  | NQ                            | NQ                         | 9.      | [ 251 ] |
| Jan-Lennard Struff Alexander Zverev | debel (m)   | N/A                             | Hurkacz Kubot W 2-0 (6:2, 7:6)          | Chardy Monfils W 2-0 (6:4, 7:5)         | Krajicek Sandgren P 0-2 (3:6, 6:7)  | NQ                            | NQ                         | 5.      | [ 252 ] |
| Kevin Krawietz Tim Pütz             | debel (m)   | N/A                             | Bagnis Schwartzman W 2-0 (6:2, 6:1)     | Murray Salisbury P 0-2 (2:6, 6:7)       | NQ                                  | NQ                            | NQ                         | 9.      | [ 252 ] |
| Anna-Lena Friedsam                  | singiel (k) | Watson W 2-0 (7:6, 6:3)         | Pawluczenkowa P 0-2 (1:6, 1:6)          | NQ                                      | NQ                                  | NQ                            | NQ                         | 17.     | [ 253 ] |
| Laura Siegemund                     | singiel (k) | Switolina P 1-2 (3:6, 7:5, 4:6) | NQ                                      | NQ                                      | NQ                                  | NQ                            | NQ                         | 33.     | [ 253 ] |
| Mona Barthel                        | singiel (k) | Świątek P 0-2 (2:6, 2:6)        | NQ                                      | NQ                                      | NQ                                  | NQ                            | NQ                         | 33.     | [ 253 ] |
| Anna-Lena Friedsam Laura Siegemund  | debel (k)   | N/A                             | Kudiermietowa Wiesnina P 0-2 (2:6, 5:7) | NQ                                      | NQ                                  | NQ                            | NQ                         | 17.     | [ 254 ] |
| Laura Siegemund Kevin Krawietz      | mikst       | N/A                             | N/A                                     | Mattek-Sands Ram W 2-1 (6:4, 5:7, 10:8) | Stojanović Đoković P 0-2 (1:6, 2:6) | NQ                            | NQ                         | 9.      | [ 255 ] |

### Triathlon
| Zawodnik                                                      | Konkurencja | Pływanie                | Zmiana 1            | Jazda na rowerze        | Zmiana 2       | Bieg                    | Czas    | Pozycja | Źródło  |
| ------------------------------------------------------------- | ----------- | ----------------------- | ------------------- | ----------------------- | -------------- | ----------------------- | ------- | ------- | ------- |
| Laura Lindemann                                               | kobiety     | 18:36                   | 0:41                | 1:02:46                 | 0:33           | 35:48                   | 1:58:24 | 8.      | [ 256 ] |
| Anabel Knoll                                                  | kobiety     | 20:05                   | 0:42                | 1:06:14                 | 0:33           | 37:11                   | 2:04:45 | 31.     | [ 256 ] |
| Jonas Schomburg                                               | mężczyźni   | 17:42                   | 0:38                | 58:38                   | 0:34           | 32:02                   | 1:49:34 | 38.     | [ 257 ] |
| Justus Nieschlag                                              | mężczyźni   | 18:09                   | 0:42                | 56:14                   | 0:33           | 34:32                   | 1:50:46 | 40.     | [ 257 ] |
| Laura Lindemann Jonas Schomburg Anabel Knoll Justus Nieschlag | sztafeta    | 03:48 04:01 04:28 04:09 | 0:38 0:36 0:38 0:39 | 10:09 09:36 10:28 09:40 | 0:29 0:28 0:26 | 06:11 05:46 06:22 05:40 | 1:24:40 | 6.      | [ 258 ] |

### Wioślarstwo
| Zawodnik | Konkurencja | Eliminacje | Eliminacje | Repesaż | Repesaż | Ćwierćfinały | Ćwierćfinały | Półfinały            | Półfinały       | Finał           | Finał      | Miejsce | Źródło  |
| Zawodnik | Konkurencja | Czas       | M.         | Czas    | M.      | Czas         | M.           | Czas                 | M.              | Czas            | M.         | Miejsce | Źródło  |
| --- | ----------- | ---------- | ---------- | ------- | ------- | ------------ | ------------ | -------------------- | --------------- | --------------- | ---------- | ------- | ------- |
| Oliver Zeidler | M1x         | 7:00,40    | 1.         | N/A     | N/A     | 7:12,75      | 1.           | 6:45,16 Półfinał A/B | 4.              | 6:44,44 Finał B | 1.         | 7.      | [ 259 ] |
| Stephan Krüger Marc Weber | M2x         | 6:35,11    | 4.         | 6:26,64 | 1.      | N/A          | N/A          | 6:38,41              | 5.              | 6:18,13 Finał B | 5.         | 11.     | [ 260 ] |
| Jonathan Rommelmann Jason Osborne | LM2x        | 6:21,71    | 1.         | N/A     | N/A     | N/A          | N/A          | 6:07,33              | 1. Półfinał A/B | 6:07,29         | 2. Finał A | srebro  | [ 261 ] |
| Tim Ole Naske Karl Schulze Hans Gruhne Max Appel                                                                                              | M4x         | 5:50,11    | 5.         | 6:02,86 | 5.      | N/A          | N/A          | N/A                  | N/A             | 5:46,78         | 2. Finał B | 8.      | [ 262 ] |
| Johannes Weißenfeld Laurits Follert Olaf Roggensack Torben Johannesen Jakob Schneider Malte Jakschik Richard Schmidt Hannes Ocik Martin Sauer | M8+         | 5:28,95    | 1.         | N/A     | N/A     | N/A          | N/A          | N/A                  | N/A             | 5:25,60         | 2.         | srebro  | [ 263 ] |
| Annekatrin Thiele Leonie Menzel | W2x         | 6:59,61    | 4.         | 7:14,92 | 2.      | N/A          | N/A          | 7:20,44              | 6.              | 7:01,21         | 5. Finał B | 11.     | [ 264 ] |
| Daniela Schultze Franziska Kampmann Carlotta Nwajide Frieda Hämmerling                                                                        | W4x         | 6:18,22    | 1.         | N/A     | N/A     | N/A          | N/A          | N/A                  | N/A             | 6:13,41         | 5. Finał A | 5.      | [ 265 ] |

### Wspinaczka sportowa
| Zawodnik        | Konkurencja | Kwalifikacje           | Kwalifikacje | Kwalifikacje | Kwalifikacje | Kwalifikacje | Finał                  | Finał      | Finał       | Finał  | Pozycja | Źródło          |
| Zawodnik        | Konkurencja | Wyniki                 | Wyniki       | Wyniki       | Punkty       | Miejsce      | Wyniki                 | Wyniki     | Wyniki      | Punkty | Pozycja | Źródło          |
| Zawodnik        | Konkurencja | Wspinaczka na szybkość | Bouldering   | Prowadzenie  | Punkty       | Miejsce      | Wspinaczka na szybkość | Bouldering | Prowadzenie | Punkty | Pozycja | Źródło          |
| --------------- | ----------- | ---------------------- | ------------ | ------------ | ------------ | ------------ | ---------------------- | ---------- | ----------- | ------ | ------- | --------------- |
| Alexander Megos | mężczyźni   | 19                     | 6            | 6            | 684          | 9.           | NQ                     | NQ         | NQ          | NQ     | 9.      | [ 266 ] [ 267 ] |
| Jan Hojer       | mężczyźni   | 11                     | 9            | 9            | 891          | 12.          | NQ                     | NQ         | NQ          | NQ     | 12.     | [ 266 ] [ 267 ] |

### Zapasy
Mężczyźni
| Zawodnik           | Konkurencja        | Kwalifikacje     | 1/8                  | Ćwierćfinał        | Półfinał         | Repesaż 1        | Finał            | Finał   | Źródło  |
| Zawodnik           | Konkurencja        | Przeciwnik Wynik | Przeciwnik Wynik     | Przeciwnik Wynik   | Przeciwnik Wynik | Przeciwnik Wynik | Przeciwnik Wynik | Pozycja | Źródło  |
| ------------------ | ------------------ | ---------------- | -------------------- | ------------------ | ---------------- | ---------------- | ---------------- | ------- | ------- |
| Etienne Kinsinger  | -60 kg             | N/A              | Walihan P 1-1        | NQ                 | NQ               | NQ               | NQ               | 11.     | [ 268 ] |
| Frank Stäbler      | -67 kg             | Bye              | Nemeš W 4-1          | Garaji P 5-5       | NQ               | Horta W 8-0      | Zoidze W 5-4     | brąz    | [ 269 ] |
| Denis Kudla        | -87 kg             | N/A              | Tursynow W 4-1       | Lőrincz P 1-11     | NQ               | Azisbekow W 10-2 | Mutawalli W 8-1  | brąz    | [ 270 ] |
| Eduard Popp        | -130 kg            | N/A              | Soghomonyan W 2-0    | Kayaalp P 2-6      | NQ               | NQ               | NQ               | 8.      | [ 271 ] |
| Gennadij Cudinovic | -125 kg styl wolny | N/A              | Batyrmurzajew W 2-10 | Lchagwagerel P 5-6 | NQ               | NQ               | NQ               | 8.      | [ 273 ] |

Kobiety
| Zawodniczka         | Konkurencja | 1/8              | Ćwierćfinał      | Półfinał         | Repesaż 1        | Finał/3. miejsce | Finał/3. miejsce | Źródło  |
| Zawodniczka         | Konkurencja | Przeciwnik Wynik | Przeciwnik Wynik | Przeciwnik Wynik | Przeciwnik Wynik | Przeciwnik Wynik | Pozycja          | Źródło  |
| ------------------- | ----------- | ---------------- | ---------------- | ---------------- | ---------------- | ---------------- | ---------------- | ------- |
| Anna Schell         | -68 kg      | Jusuf W 7-0      | Czerkasowa P 0-6 | NQ               | NQ               | NQ               | 9.               | [ 274 ] |
| Aline Rotter-Focken | -76 kg      | Marzaluk W 2-1   | Zhou Qian W 8-3  | Minagawa W 3-1   | N/A              | Gray W 7-3       | złoto            | [ 275 ] |

### Żeglarstwo
Kobiety
| Zawodnik                       | Konkurencja  | Wyścig | Wyścig | Wyścig | Wyścig | Wyścig | Wyścig | Wyścig | Wyścig | Wyścig | Wyścig | Wyścig | Wyścig | Wyścig | Punkty | Finałowa pozycja | Źródło  |
| Zawodnik                       | Konkurencja  | 1      | 2      | 3      | 4      | 5      | 6      | 7      | 8      | 9      | 10     | 11     | 12     | M*     | Punkty | Finałowa pozycja | Źródło  |
| ------------------------------ | ------------ | ------ | ------ | ------ | ------ | ------ | ------ | ------ | ------ | ------ | ------ | ------ | ------ | ------ | ------ | ---------------- | ------- |
| Svenja Weger                   | Laser Radial | 5      | 1      | 21     | 29     | 14     | 29     | 8      | 12     | 12     | 29     | N/A    | N/A    | NQ     | 131    | 16.              | [ 276 ] |
| Tina Lutz Susann Beucke        | 49erFX       | 5      | 6      | 8      | 3      | 13     | 12     | 11     | 12     | 3      | 7      | 3      | 3      | 10     | 83     | srebro           | [ 277 ] |
| Luise Wanser Anastasiya Winkel | 470          | 22 DSQ | 22 DSQ | 5      | 4      | 15     | 8      | 7      | 1      | 5      | 6      | 4      | N/A    | 4      | 77     | 6.               | [ 278 ] |

Mężczyźni
| Zawodnik                | Konkurencja | Wyścig | Wyścig | Wyścig | Wyścig | Wyścig | Wyścig | Wyścig | Wyścig | Wyścig | Wyścig | Wyścig | Wyścig | Wyścig | Punkty | Finałowa pozycja | Źródło  |
| Zawodnik                | Konkurencja | 1      | 2      | 3      | 4      | 5      | 6      | 7      | 8      | 9      | 10     | 11     | 12     | M*     | Punkty | Finałowa pozycja | Źródło  |
| ----------------------- | ----------- | ------ | ------ | ------ | ------ | ------ | ------ | ------ | ------ | ------ | ------ | ------ | ------ | ------ | ------ | ---------------- | ------- |
| Philipp Buhl            | Laser       | 10     | 2      | 10     | 21     | 12     | 22     | 4      | 3      | 32     | 1      | N/A    | N/A    | 6      | 91     | 5.               | [ 279 ] |
| Erik Heil Thomas Plößel | 49er        | 3      | 13     | 5      | 14     | 2      | 3      | 1      | 7      | 11     | 2      | 14     | 5      | 4      | 70     | brąz             | [ 280 ] |

Open
| Zawodnik                       | Konkurencja | Wyścig | Wyścig | Wyścig | Wyścig | Wyścig | Wyścig | Wyścig | Wyścig | Wyścig | Wyścig | Wyścig | Wyścig | Wyścig | Punkty | Finałowa pozycja | Źródło  |
| Zawodnik                       | Konkurencja | 1      | 2      | 3      | 4      | 5      | 6      | 7      | 8      | 9      | 10     | 11     | 12     | M*     | Punkty | Finałowa pozycja | Źródło  |
| ------------------------------ | ----------- | ------ | ------ | ------ | ------ | ------ | ------ | ------ | ------ | ------ | ------ | ------ | ------ | ------ | ------ | ---------------- | ------- |
| Paul Kohlhoff Alica Stuhlemmer | Nacra 17    | 5      | 1      | 7      | 3      | 3      | 11     | 3      | 2      | 8      | 3      | 6      | 6      | 16     | 63     | brąz             | [ 281 ] |

M – Wyścig medalowy